# 妖怪少爺角色列表
妖怪少爺角色列表是椎橋寬的漫畫《妖怪少爺》登場人物列表。
※以下聲優，廣播劇CD版與電視動畫版配音皆相同

## 奴良組
本作主角奴良陆生所屬的妖怪組織，本部坐落於浮世繪町裡的一間日式大宅院。必須對代紋下誓言，誓言是<畏>，主旨「妖怪是讓人畏懼的存在」。奴良組的徽記由五個菱形組成，中間的大菱形裡面寫著<畏>字。但對於奴良陆生而言，「畏」的主旨精神還包含了仰慕與敬畏。
第一代大頭領為奴良滑瓢。由於四百年前滑瓢與花開院家第十三代當家－花開院秀元聯手擊敗羽衣狐並將其封印，卻被羽衣狐詛咒「世代子孫將被狐狸的詛咒束縛」，使奴良組頭領的後代，註定無法和妖怪交媾產下後代；但是奴良組反而和花開院一族的陰陽師結下不解之緣。
第二代大頭領（陆生之父－奴良鯉伴）在江戶時期讓關東的諸兇妖怪信服其下，使得江戶時代成為奴良組的鼎盛時期。奴良鯉伴去世後，滑瓢有意將第三代大頭領職位授與繼承四分之一妖怪血統的陆生，但由於陆生只能在夜晚現出妖怪的原型，導致部分奴良組的手下對其抱持不信任的態度。經過現世京都戰後，陆生在滑瓢的任命下，正式成為奴良組第三代大頭領。
目前底下妖怪分成70個組別，妖怪總共約1萬多個，自從元興寺企圖謀反被殺，狒狒遇害之後導致人數減少。有專屬的御用戰略妖塞（寶船），作為空中的交通運輸。

### 奴良家

#### 總大將
奴良陸雄（ヌラ リクオ）
奴良陸雄是本作男主角，奴良組少頭領。奴良組的妖怪皆以「少主」稱呼他。12歲初中一年級生，大妖怪滑瓢的孫子，人類與妖怪的混血少年，雖然沒有近視，但平時配戴眼鏡，短髮與眼睛皆為棕色。
小時候與百鬼們打成一片，夢想成為百鬼夜行第三代大頭領的他，在目睹妖怪們的「真面目」後放棄了這個夢想，轉而換之想成為一個了不起的人類。擁有四分之一的妖怪血統，使得陸雄在白天是人類，夜晚是妖怪。父親在八年前過世(實質被刺殺)，母親和祖母都是人類。
小時候性格活潑，喜愛惡作劇，奴良組的妖怪多半都被他捉弄過；長大後性格隨和，替人著想。為了不被人排擠，而盡量不提起有關妖怪的事，且四處助人，而被當成濫好人而出名。
雖然平常客氣有禮，但其夜晚型態的酒品甚差，醉酒後言行會變得強橫而且會不分男女對相貌佼好的對象搭訕，酒醒後還會忘卻醉酒期間發生的事情。
八歲那年，得知可奈乘坐的校車發生山崩埋覆事件（實為元興寺率領妖怪襲擊陆生，但陸雄沒有搭乘校車而逃過一劫）後，首次覺醒。之後每逢夜晚或是受到強烈的感情驅使時，會恢復成妖怪的面貌。玉章曾說過可奈是陸雄想保護的人類。
化身原型姿態時，身高變高，蓄著銀白色長髮（腦勺以下為黑色），容貌俊秀，跟爺爺和父親一樣的黃褐色眼瞳（動畫版為了和年輕時的總大將做區別，將眼睛顏色改成紅色），穿著羽織外套與和服，武器為退魔刀彌彌切丸，性格也會變得異常冷靜與勇敢。
剛開始不記得妖化後的事情，但在第八話後才真正覺醒，在經「牛鬼事件」後，已經能夠自願承擔起第三代頭領的責任和義務了。由於覺醒後經常在夜晚處理有關妖怪的事件，因此有幾次過勞，導致生病在家休養，運動神經超群，小學曾以6.9秒的速度跑完賽跑。
為了隱瞞自身秘密以及家裡有妖怪的事實，半推半就的與雪女（及川冰麗）加入清十字怪奇偵探團。曾經與怪奇偵探團成員玩妖怪撲克時獲得二十連勝，被同樣是偵探團成員的島笑稱「很有妖怪運」。每當有人類訪客（尤其是由羅）登門造訪時，都會特別吩咐所有妖怪們躲起來，但是雪女和毛娼妓這類接近正常人型姿態的妖怪是例外，他的祖父滑瓢也因為本身能力不讓人察覺，因此不擔心在人類訪客眼前露面。
隨著劇情進展，陸雄可以在妖氣濃厚的地方，或是陽光受到完全遮蔽的情況下，在白天維持妖化狀態。人類與妖化的內心自我甚至可以彼此對話，妖化的陸雄曾對人類陸雄說「人類的部份交給白天的你，妖怪則交給我」。妖化狀態的陸雄，夜晚經常坐在庭院的櫻花樹上休憩小酌，偶爾會持著祖父相傳的煙管抽著菸草。原本穿著的紅色羽織外套，之後換成了鴉天狗親手縫製的奴良組羽織外套。
邪魅事件結束後因為尋找修練中的由羅時發現了她肚子餓而溫柔的請了她吃巧克力，另一方面由羅雖然已經暗暗察覺了陸雄是妖怪的身份但內心卻始終不願意承認為此而糾結，之後兩人遇上了前來告知由羅秀爾和是人訃聞的竜二與魔魅流，陸雄是妖怪的身份也因此被竜二在由羅面前硬生生的揭穿，始終不願意相信的由羅問了陸雄是人類還是妖怪的問題，陸雄察覺了由羅的心意之後選擇了自己是人類的身份。這也使得由羅下定決心挺身保護他抵擋竜二的攻擊，但之後看著由羅由於敵不過竜二而倒地時，生氣的陸雄怒然變身成夜晚的姿態將由羅從竜二手中救下，此時的由羅也真正明白了陸雄是妖怪的事實，歷經苦戰之後陸雄雖然用彌彌切丸擊倒了竜二卻差點被突襲的魔魅流所消滅，之後奴良組百鬼夜行出現才制止了魔魅流與竜二的行動，兩人告知完由羅訃聞之後便回去京都。
受了傷的由羅則被陸雄帶回奴良組總部醫治，由羅由於不願意被冰麗治療而逃出房間，此時遇上了在上櫻花樹上已經變成妖怪的陸雄，由羅這次使用了廉貞的炮口指著陸雄質問他到底是人還是妖怪，陸雄也對由羅坦白了自己白天是人類夜晚卻是妖怪的事實。原本以為由羅難以接受的陸雄卻得到了由羅告知自己的理解認同與感謝，出生以來第一次被身邊同儕的人類認同的陸雄為了掩飾自己的害羞而變成了傲嬌（官方妖秘錄證實），將正在道謝中的由羅踹下了池子中，但隨後仍然擔心由羅去京都的安全而詢問她要不要自己陪她一起回京都。
絕招「奧義 明鏡止水·櫻」，是先代大頭領使用過的招式。與四國八十八鬼夜行一戰時，日與夜（人類與妖怪）的血液混合，能夠發動「鏡花水月」。某天晚上出去時，曾被置行堀短暫竊去彌彌切丸，因而使出「妖怪流氓飛踢」。
在爺爺的安排下，被帶往東北遠野的妖怪村，首次接觸「畏」的掌握（由鑄鐸指導）。随後在與前往遠野的京都妖怪的戰鬥中领悟到滑瓢的本质 ——「滑瓢是鏡中之花，水中之月。將夢幻實體化的妖怪」。
在現世京都戰中，由牛鬼指點學會了新技巧「業」。在京都戰後除了正式成為奴良組第三代頭領以外，還透過半年的修行強化自己的「畏」。發動「畏」的狀態下，陸雄的頭髮不像妖化狀態般朝後方豎起，而是自然垂下，眼下則多了和祖父年輕時期相仿的黑色花紋。
劇情後段，陸雄率領奴良組和其他百鬼夜行的聯合部隊和安倍一族展開對決，正式擊敗重生的安倍晴明，終結奴良組和安倍一族的夙怨，但因為傷重而被羽衣狐帶往半妖之里接受治療。最終陸雄在傷癒後，接受眾妖怪的迎接返回奴良組。在最後的番外篇中暗示情定對象為冰麗。

奴良滑瓢（ぬらりひょん）
奴良組百鬼夜行的第一代大頭領。大妖怪「滑瓢」，為全日本最強的妖怪，陸雄的爺爺。
其實是個喜愛白吃白喝的老人，雖然不及當年，但實力依然極強。目前知道他有一個絕招「真·明鏡止水」。但是僅憑這一個術打敗了四國八十八鬼夜行的刺客。
年輕時與妖化後的陸雄非常相像，在眼睛下方有著刺青，腦杓以上的髮色為金色，但腦杓以下是黑色，有著比陸生還長的鬢角，並且在髮尾綁了起來，雙瞳為金褐色，背上有大面積的刺青。
追求瓔姬（陸雄的祖母）時，語言方面有時很斯文，其實動作還是屬於流氓型的。曾為了救出被羽衣狐抓去的瓔姬而殺了羽衣狐一次，卻被奪去肝臟導致壽命減短。
和狒狒以及牛鬼很久之前就喝過交杯酒，與花開院第13代當家陰陽師秀元相識，但秀元亦發現了滑瓢「減壽」的秘密。經歷四百年前的京都戰役，得到原為瓔姬持有的退魔刀彌彌切丸，並且體悟到往後將是妖怪難以生存的世界，因此發願守護妖怪，擔任妖怪首領之職。自身可以短暫的化作年輕時的姿態，實力也能短暫地提升為年輕時的狀態。
他安排陸雄在東北遠野展開修行，在奴良組與東北遠野妖怪出發前，對陸雄許下「把（跟羽衣狐還有京都妖怪的）孽緣給切斷吧！回來的話，你就是第三代了。」的承諾，並派遣戰略妖塞（寶船）將陸雄一行人載往京都。後來自己也在京都戰役中，趕到京都協助作戰，在面對羽衣狐的時候有使出類似「鏡花水月」的招數。
清淨篇中，滑瓢率領本家妖怪對抗晴明一族的時候，亦再度變成年輕時的模樣迎戰對手。其變身時，實力得到大幅提升，僅憑一刀就能擊殺安倍第三代當家安倍雄呂血召喚出的的最強式神太古大魚。

奴良鯉伴（ぬら りはん）
奴良組百鬼夜行的第二代大頭領。滑瓢與瓔姬的獨生子，陸雄的父親。
擁有一半的妖怪血統，卻也因為滑瓢一族受到羽衣狐詛咒的影響，無法和妖怪生下後代。曾出現在滑瓢、陸雄、黑田坊、無頭鬼與毛娼妓的回憶段落內，容貌和背影與妖化時的陸生相仿，惟獨頭髮是全黑的，把腦杓以下的頭髮綁成一束，本身散發著瀟灑的氣質。
喜歡四處遊蕩飲酒。在他的精神領域裡，除了有個水中央的燈籠樹小島外，亦存在著人類面貌的鯉伴，頭髮不像妖怪狀態般往腦勺後方豎起，而是垂下來並綁成一束的黑長髮。
由於遺傳到瓔姬的血統，因此和瓔姬一樣有治癒能力。除了滑瓢一族專有的「明鏡止水」與「鏡花水月」以外，還能利用自身的能力特性，偽裝成他人行動。江戶時代負責領導奴良組的百鬼夜行，使奴良組達到全盛時期。真面目於102話露面，在漫畫第103話封面彩頁公布其名。生前總共有兩段婚姻：其一是女妖怪山吹乙女，其二是陸生的母親奴良若菜。
多年前曾經消滅山本五郎左衛門領導的江戶百物語組，更多次在戰亂時代斬殺羽衣狐，使得當時身處地獄的安倍晴明與山本五郎決定聯手除掉鯉伴。
八年前，受到返魂之術影響變成小女孩的乙女來到奴良家，再次和鯉伴相會，但當時的乙女已經被妖怪用法術操控了記憶，被乙女手持妖刀「魔王小槌」砍殺，因為認為被前妻贈恨而感到痛苦不已，身上的畏也逐漸消失而死去。
在最終卷番外中，在半妖之里停留等候的靈魂終等到了乙女的靈魂，為了乙女未完的宿命暫時讓她離去，一切終結之時向兒子陸生交代照顧好若菜及感謝他解開了纏繞著他和乙女之間的詛咒，最後和山吹乙女攜手共赴黃泉。

#### 總大將之妻
瓔姬（聲優：日本：桑島法子；台灣：楊凱凱）
身高：151cm，體重：42kg，生日：3月10日
陸生的祖母，四百年前的人類，是某座城的公主，特徵是咖啡色的長髮與明亮的雙瞳，被譽為絕世美女。個性溫柔善良且天真率性，現已身故，僅在滑瓢與鯉伴的回憶中登場。由於出生時櫻花遍地盛開，因此喜愛賞櫻，滑瓢則認為櫻花與瓔姬很相配。
由於本身擁有連不治之症也能治療的強大治癒能力，所以她的父親經常對上門求助瓔姬治癒能力的對象斂財（但是瓔姬完全不贊同父親的作法），卻也因此被羽衣狐盯上。身為城主的父親為了保護瓔姬，不許瓔姬隨意踏出城外，也因此讓瓔姬甚少接觸外界。
某日，瓔姬差點在自己的房間裡遭到妖怪襲擊，但由於當時被聘來保護瓔姬的花開院是光出手相救才得以脫險。是光為了防範妖怪再度入侵城里對瓔姬展開襲擊，便特地加強城裡的保護結界。然而滑瓢卻在當天晚上，趁著月夜入侵瓔姬的房間裡，還將瓔姬壓制在地面上，瓔姬在情急之下，用是光贈與的退魔刀彌彌切丸劃傷滑瓢的手臂，卻因為意識到退魔刀的威力過於強大，轉而為滑瓢治療被退魔刀劃傷的傷口。
滑瓢對瓔姬一見鍾情，並約定還會再次見面，此後開始藏匿在瓔姬身旁凝視著她，思念之情也日益加深。後來滑瓢依約再次出現，利用本身能不讓人察覺的能力，將瓔姬帶到花街的住所，並且當著眾妖怪面前向瓔姬求婚。此事亦造成妖怪間的軒然大波。
回來沒多久其父便為了貪求豐臣家的聘金，遭妖怪殺害，瓔姬也被妖怪擄走（因為嬰兒、巫女、皇女等越是尊貴的生命的人的肝臟，被妖怪視為珍品），滑瓢得知此事後，拾起瓔姬留在現場的彌彌切丸，與奴良組前往大阪城和京都妖怪展開激烈決戰。瓔姬在險遭羽衣狐毒手之際被滑瓢所救，後與滑瓢結婚，生下一子，即陸生之父 奴良鯉伴。
滑瓢在現世京都戰與陸生會合時，亦提到鯉伴和山吹乙女結婚的那年，是瓔姬還在人世的時候。後來當滑瓢隨同奴良組和安倍一族展開決戰，卻因深受重傷而陷入昏迷狀態時，瓔姬以生前的姿態抱著年幼的鯉伴，出現在滑瓢的面前為其療傷，並期盼滑瓢能夠繼續活下去，守護陸生和奴良組成員。
山吹乙女（聲優：日本：能登麻美子；台灣：楊凱凱）
留著黑色長髮，貌美端莊，性情賢淑，擅長古文和古歌的女幽靈，是奴良鯉伴的第一任妻子，寺小屋的老師。
她的過去經歷被記錄在漫畫單行本第16集的封底。乙女原本是生於武將之家的女子，曾學習詩詞和古文，但在很年輕的時候就因故去世，死後化為幽靈的她抵達一間荒廢的小屋，將荒廢的小屋重整成一間私塾，還開始照顧附近的小妖怪並教導他們學問。直到某個雨天，鯉伴為了躲雨，來到乙女所在的私塾並相識，便開始經常造訪乙女所在的私塾，進而愛上了對方。由於乙女沒有名字，於是鯉伴便採用盛開的棣棠花，將她命名為「山吹乙女」，之後鯉伴和乙女在獲得滑瓢的允許下，正式結為連理，鯉伴也僅對乙女說出一生相濡以沫的誓言。
然而奴良一族因為在京都戰役受到羽衣狐詛咒，因此無法和妖怪產下後代，乙女卻認為此事是自己的責任。她留下一枝棣棠花，附上「山吹花開七八重，堪憐竟無子一粒」的詩詞便離開奴良組使鯉伴痛苦不已，後來在地獄裡被安倍晴明施展招魂之術，變成小女孩的模樣，還被法術操控了記憶，現身在當時年幼的陸雄面前跟他玩耍。
鯉伴認出乙女，當面吟詠著乙女當時離家前留下的詩詞，但乙女卻在鯉伴回應陸雄的呼喊時，被山本五郎左眼的妖術影響，持刀殺害了鯉伴。當她回神發現鯉伴倒地時，才驚覺自己鑄下大錯而後悔不已。之後被帶到封印羽衣狐的祠堂，成為羽衣狐的依代（宿體）。在現世京都戰當中被由羅以破軍和陸雄的彌彌切丸重創，由於鵺的誕生，才令她憶起還沒被羽衣狐附身前的記憶。在陸雄險遭安倍晴明持刀攻擊時，為陸雄擋下了晴明的攻勢。最後她仔細端詳了陸雄的面孔，再度憶起和鯉伴之間的回憶，便在陸雄的懷裡驟然辭世，遺體也被京都妖怪帶回安置。鯉伴與乙女的遭遇，更使得陸雄決意當上奴良組第三代大頭領，為兩人報仇。在最終卷的番外中，滑瓢為救受重傷的羽衣狐將她帶到半妖之里，在那裏她和鯉伴停留於此的靈魂相遇了，鯉伴呼喊著她的名字，兩人終有機會再聚，乙女為了自己獨斷的決定使丈夫痛苦不已而感到抱歉，鯉伴則因為他沒辦法帶給乙女無憂的幸福而自責，兩人互訴衷情，但身為羽衣狐一體兩心的乙女尚有必須終結事物，於是她向丈夫許諾在她將一切終結之後，她必會真正回到丈夫身邊，直到晴明消亡，羽衣狐帶著重傷的陸雄回到半妖之里療傷，就在那時，乙女的靈魂離開了羽衣狐的身體終於回到了等待她的丈夫身邊，兩人攜手共赴黃泉。
名字裡的「山吹」，是日文對「棣棠花」的稱呼。
奴良若菜（聲優：日本：水野理紗；台灣：楊凱凱）
30歲，身高：155cm，體重：45kg，生日：11月28日
陸雄的母親，人類，陸生人類姿態的面貌便是遺傳自她。個性和藹可親，但為防身，總會隨身攜帶一把手槍。
在首無的回憶段落裡說出在年少時期因為被惡鬼纏身，巧遇當時的奴良鯉伴為她解危，此後若菜開始和鯉伴頻繁約會，讓因為山吹乙女離去而痛苦不已的鯉伴逐漸重拾笑容，是鯉伴最珍惜的寶物，彼此結為連理而生下陸生。八年前鯉伴逝世之後，由她和奴良組的妖怪將陸生撫養長大。
百物語事件中，若菜差點被百物語幹部之一的珠三郎襲擊，後來甚至在珠三郎的畏領域當中持槍反擊對方。

### 奴良組本家
雪女／冰麗
本作女主角之一，通稱冰麗（つらら），雪麗的女兒，面貌與雪麗相仿。。是個很會做菜的美少女，由於身為雪女，因此做出的飯菜總是冷的讓人發凍，就連血液也能讓小動物瞬間結凍，同時非常怕熱。使用武器是冰製薙刀。
特徵是藍色長髮，圈狀的黃色虹膜，偽裝成人類時眼瞳為紫藍色，經常佩戴黑色鋸齒紋的白底圍巾（動畫版圍巾為純白色/米色）。在和犬神一戰中，首無和陸生的計劃弄髒了冰麗的圍巾，因此冰麗很生氣，可見這條圍巾對冰麗的重要性。
從陸生八歲覺醒時就一直跟在他的身邊，為了保護陸生，雪女（稱作及川冰麗）和青田坊（稱作倉田）跟著陸生一起去學校上學，為了不讓自己的妖怪身分曝光，跟著陸生加入清十字怪奇偵探團。
陸生後來以「冰麗」和「雪女」交替稱呼著她，仰慕陸生，對其他女性與陸生異常親暱的行為很在意，非常畏懼陰陽師。後來成為第五位和陸生喝下妖銘酒的妖怪（動畫是第二位）。花開院由羅得知冰麗的妖怪身分後，經常和她拌嘴，卻又不時幫助著彼此。冰麗顧及陸生的請求，所以才願意照顧由羅。
京都戰役中，與青田坊和由羅前往花開院本家，與陸生順利會合，被土蜘蛛重創帶到第三封印。後來被趕到現場的陸生救下，之後陸生與土蜘蛛決戰中，冰麗發現自己並不是唯一一個和陸生使出鬼纏的人，對陸生的態度轉為傲嬌。於京都戰後正式晉升為奴良組幹部。同時還被委派到母親雪麗曾經割管過的地區鯉錦地區，並且成立了自己的組——冰麗組。
在土蜘蛛篇，明明知道自己根本不是土蜘蛛的對手，但還是毫無畏懼的為陸生報仇，雖然被打得很慘，但得知了陸生還活著，卻只是高興的說了一句“真的太好了，這樣又可以守護您”。在被土蜘蛛當做誘餌時，冰麗想到的不是被救，而是如何才能不拖後腿，甚至想到了結自己性命。即使身受重傷，也站在了陸生前面保護陸生可見冰麗多麼堅強忠誠。冰麗想要的只是永遠的陪伴，因此無論陸生處於什麼險境，他都不離不棄，在與鏡齋一戰中，雖然陸生受到了詛咒，不可以被觸碰，但冰麗靠近陸生，用冰停止了陸生身上的腐朽。
偶爾也會露出害羞的一面，當得知了陸生不只在冰麗身上使用鬼纏，在陸生再次要求使用鬼纏時，冰麗拒絕了，就連冰麗本人也不知為什麼。葵螺旋城戰鬥結束後，陸生提及到冰麗拒絕和他鬼纏的事時，冰麗慌忙的叫陸生忘記這件事。番外最終話和陸雄準備接吻時，被青田坊打斷。

青田坊（聲優：日本：安元洋貴；台灣：丘台名）
身高：228cm，體重：128kg，生日：7月23日
妖怪「青坊主」，外貌是個穿著僧衣，豎起灰長髮，體格粗矌的男子。偽裝成人類時，則是留著黑色短髮的模樣。
佩戴骷髏串成的「獸之念珠」壓制本身力量。力氣很大，若將獸之念珠取下，力量更加驚人。生前是位破戒僧，收容了許多戰後孤兒，某日青田坊目睹孤兒們遭浪人殺害，導致自己墮落成妖怪，為孩子們復仇。青、血畏夢百鬼夜行（飛車族）。
和黑田坊交情很好，常和黑田坊比賽。為保護陸生，和雪女跟著陸生一起去學校上學，結果不自然的巨體與怪力使他成為關東一代傳說的小學生與不良少年，還因此不自覺地當上暴走族總長，飛車族叫血畏夢百鬼夜行。後來成了第二個和陸生喝妖銘酒的妖怪。
京都戰役中，與雪女在九阪神社和由羅會合，與清十字怪奇偵探團前往花開院本家。於京都戰後正式晉升為奴良組幹部。
剛力禮讚
拳頭上會浮現特殊印記，然後使出全力向敵方揮出重拳。
黑田坊（聲優：日本：鳥海浩輔；台灣：梁興昌）
身高：198cm，體重：83kg，生日：12月13日
妖怪「黑坊主」，外號「暗殺破戒僧」。外貌是個穿著僧衣，戴著蓑笠，留著黑色長髮的英俊男子，手持修行杖，衣袍裡藏有很多武器，自稱「小僧」。是個從人類想像的怪談裡誕生的妖怪，每當有人遇到危險並呼喚其名時，黑田坊就會現身保護呼喚他的對象。
過去是額頭長著雙角的模樣，還曾經擔任過江戶百物語組的幹部，備受山本五郎左衛門欣賞，直到和鯉伴交手並發現山本五郎的真面目後有所醒悟，轉而協助鯉伴等人，喝下妖銘酒立誓效忠奴良組。
和青田坊交情很好，常和青田坊比賽。當人說他卑鄙時，卻覺得是最好不過的讚美，並且自封「暗殺破戒僧」。陸生成為當主候補後，成為其護衛。後來成為第三位和陸生喝妖銘酒的妖怪。
曾變裝成商務人員搭乘電車，由於電車忽然發動，意外摸到夏實的身體，被沙織當成色狼修理了一頓，後來夏實替他說話並原諒了他，使其感念在心，因此在得知夏實遭受詛咒後親自出手相救，更因此和夏實結下不解之緣。
京都戰役中，與奴良組成員搭乘寶船前往京都，擔任參謀一職。於京都戰後正式晉升為奴良組幹部。偕同奴良組和其餘妖怪百鬼夜行戰勝御門院一族和安倍一族後，於劇末奴良組舉辦慶功宴期間遇見夏實並被後者致謝。
暗器黑演舞
利用藏在僧袍內的多重暗器使出攻擊。
首無（聲優：日本：櫻井孝宏；台灣：丘台名）
身高：168cm，體重：62kg，生日：6月15日
無頭鬼，頭部漂浮在半空中，面容俊秀的金髮青年，常用絡新婦的絲和毛娼妓的頭髮，做成混合特製的繩子黑弦當武器，對女人很心軟。頭部與身體可以各自行動，偽裝成人類時只要戴上圍巾即可，偶爾也會佩戴太陽眼鏡，頭部被風吹動就會稍微移位。雖然頭部與身體分開，卻能正常進食。
生前是名義賊，與友人慘遭妖怪殺害，死後成為妖怪，為了洩恨而獵殺其他妖怪。一旦陷入憤怒狀態，性格會變得相當冷酷。250年前與奴良組第二代大頭領相識並加入奴良組，與第二代頭領奴良鯉伴關係深厚，與毛娼妓關係匪淺。私下只有他和毛娼妓時會直接稱毛娼妓本名「紀乃」。
江戶時期的稱號為「常州的弦殺師」。江戶時代時蓄著長髮，明正時代因為短髮成為主流所以剪短了。小說版中，首無生前與花魁白菊相戀，被仇家萩屋盯上，導致白菊遭擄走最終服毒自殺，而首無與同伴前往救援，卻遭萩屋老闆利兵衛暗養的妖怪殺害。死後怨念使他成為妖怪，憤而殘殺害死自己的妖怪。
當時已成為花魁的紀乃開導他，使首無決定在自己的忌日當天了結利兵衛後投入奴良組。後與利兵衛決戰時，紀乃被挾，首無為了保護她決定放下繩子送死。紀乃眼見首無又要重演死亡悲劇而大受刺激轉化成妖，進而協助首無纏住妖怪與利兵衛等人。首無得以殺死利兵衛以了夙願。最後與紀乃投至奴良鯉伴的奴良組。
受鯉伴開導，形成他日後保護重要事物的堅定決心。在京都篇裡因陸生遭土蜘蛛重傷而一度動搖，回到250年前殘殺妖怪的本性，後又經毛娼妓重新勸導才恢復。陸生成為當主候補後，成為其護衛。後來成了第四位和陸生喝妖銘酒的妖怪。
京都戰役中，與奴良組成員搭乘戰略妖塞（寶船）前往京都時，和遠野妖怪鑄鐸發生肢體衝突，後來被鴆制止。京都一戰後晉升為幹部:在百物語的捉迷藏戰中，與襲擊若菜的「山本的臉」戰鬥，運用與先前不同的絲線取得勝利。

毛娼妓（聲優：日本：嘉數由美；台灣：錢欣郁）
身高：164cm，體重：49kg，生日：7/19
外貌是位留著波浪型長髮的成熟女子，生前為傳說寺廟主持的私生女「紀乃」，為保名聲將她賣去當藝妓，成為花魁的時候邂逅已成為妖怪的首無，後來因為被首無的仇家利兵衛脅持，見到首無為保護她放下繩索將被仇家殺害而深受打擊，繼而變成妖怪。
陸生成為當主候補後，成為其護衛。一旦喜歡上人或事便不會再離開，討厭老鼠，利用頭髮攻擊敵人，只要敵人對她的頭髮感到美麗或恐懼等情緒時，任何雷或火屬性等的攻擊就對她無效。頭髮是首無的武器材料。250年前與奴良組第二代大頭領相遇，與首無加入百鬼夜行。
京都戰役中，與奴良組成員搭乘戰略妖塞（寶船）前往京都時，和遠野妖怪淡島發生口角衝突。

河童（聲優：日本：矢部雅史；台灣：黃天佑）
身高：135cm，體重：40kg，生日：10/30
頭頂戴著蛋殼狀的物品，忍者裝扮。平時住在奴良大屋的水池裡，名字還在考慮中，不，應該是根本沒想過。
常被人類拍下他的模樣，刊登在雜誌上。個性悠閒，嗜吃小黃瓜。人型偽裝姿態是戴著耳機的矮小少年，取下頭上的殼狀物，但手腳的蹼還在。因為攻擊招式多為水系，所以不擅長在沙地作戰。陸生成為當主候補後，成為其護衛。後來也成了第六位和陸生喝妖銘酒的妖怪。
京都戰役中，與奴良組成員搭乘戰略妖塞（寶船）前往京都。協助無頭鬼與毛娼妓對抗京都妖怪。

邪魅（聲優：日本：淺川悠；台灣：楊凱凱）
身高：203cm　體重：90kg　生日：10/27
臉上貼著多張符咒的妖怪，個性沉默寡言，武器是把武士刀。
生前本為忠心侍奉君主的年輕武士，十分尊敬君主秀島藩藩主・菅沼定盛，亦被定盛所信賴。然而被定盛之妻嫉妬，監禁在地下牢，後由於海嘯襲擊村莊，在水災中受困牢裡而溺斃。死後化為妖怪，卻依然遵守「保護菅沼一族」的意念，暗地守護菅沼家的後裔菅沼品子。
與陸生共同退治了利用其名義以侵占土地的黑幫。及後與陸生交杯，加入其百鬼夜行，成了第七位與陸生交杯的妖怪。京都戰役中，與奴良組成員搭乘戰略妖塞（寶船）前往京都協助作戰。於清淨篇協同奴良組及其餘妖怪百鬼夜行對抗御門院一族。
納豆小僧（聲優：日本：新井里美／小櫻悅子（第1季第9話～20話）；台灣：楊凱凱）
身高：40cm　體重：10kg　生日：10/16
奴良組的小妖怪之一，400年前就已待在奴良組，陪伴奴良滑瓢最久的妖怪之一，現擔任隨侍一職。頭部是包覆納豆的草束。
豆腐小僧（聲優：日本：古川小百合；台灣：雷碧文）
奴良組的小妖怪之一，原奥州地區的妖怪。手持的豆腐其實是黴菌，人類吃了會全身長霉。
小鬼（聲優：日本：鳥海浩輔；台灣：梁興昌）
奴良組的小妖怪之一，原奥州地區的妖怪。紅皮膚的小鬼。
手之目（聲優：日本：島崎信長；台灣：黃天佑）
奴良組的小妖怪之一，原奥州地區的妖怪。眼睛在手掌內的妖怪。
3口（聲優：日本：平田真菜）
奴良組的小妖怪之一，原奥州遠野地區迷失之家的妖怪。嘴巴呈現為3的妖怪。

### 奴良組旗下

#### 高尾山天狗黨
本部位於高尾山（天狗的故鄉），包含鴉天狗夫妻與三名成年子女在內，有五位已知成員正式服侍奴良組。
鴉天狗（聲優：日本：間島淳司；台灣：丘台名）
身高：38cm，體重：3kg，生日：5/17
身軀嬌小的妖怪，奴良組高尾山天狗黨首。四百年前與現在的身型相差逕庭，底下有七個兒女，當中有三個成年子女服侍奴良組。後來親手縫製繡有奴良組徽記的羽織外套給奴良組的成員。老家位於高尾山。
濡鴉（聲優：日本：田村由香里）
名列江戶妖怪美人圖鑑的女妖怪，奴良組高尾山天狗黨首輔佐，鴉天狗的妻子。人型姿態為穿著多層深色和服，頭部後方附著長束羽毛，兩頰和頸部附有些許鳥羽的長髮美女。性情相當慓悍，鴉天狗不在高尾山的時候，有條不紊的管理高尾山。
三羽鴉
鴉天狗的兒女們，分別為黑羽丸、雞冠丸、笹美。三人都持有錫杖作為武器，作為諜報角色而活躍著。能把馬頭丸操縱的巨大妖怪一瞬消滅而見，其戰鬥能力也不可小覷。
黑羽丸（聲優：日本：下野紘；台灣：梁興昌）
身高：173cm，體重：65kg，生日：8/31
鴉天狗的長子，三羽鴉的長男。人型面貌為黑髮青少年，穿著與父親和弟弟和妹妹不同的鎧甲。武器是錫杖。巡邏的任務大體上由他負責，由於性格太認真，處事常常只會嚴格地遵守規則而又不會變通。曾幫助陸生協尋失竊的佩刀彌彌切丸，卻賠上自己的羽織。名字的來自「烏鴉」的英譯「crow」。
雞冠丸（聲優：日本：入野自由；台灣：黃天佑）
身高：178cm，體重：68kg，生日：8/31
三羽鴉的次男，人型面貌是個留著金色雞冠頭的青少年。
笹美/佐佐美（聲優：日本：小清水亞美；台灣：楊凱凱）
身高：170cm，體重：56kg，生日：8/31
三羽鴉的長女，人型面貌是戴著眼鏡的短髮女性。性格一絲不苟，會使用鞭子逼供敵方。似乎不太喜歡自己的名字，笹美日文發音同「笹身」，是指位於雞胸的上等肉。

#### 牛鬼組
牛鬼組的代紋是怵，由T字形兩旁各別畫上個圓圈，加上兩枚月牙狀組成牛頭形。牛頭形狀中央寫著怵字。根據地在捩眼山。
牛鬼（聲優：日本：中田讓治、喜多村英梨（7歲）、國立幸（12歲）；台灣：梁興昌、楊凱凱（7～12歲））
身高：185cm，體重：83kg，生日：12/6
奴良組幹部之一，牛鬼組的組長。臉是牛、身體是土蜘蛛的妖怪，特點是會幻化為人類，擅於欺騙、操縱、襲擊，屬於智謀型的妖怪。人型姿態是外型冷峻，留著長髮，瀏海覆蓋右臉的男子。在奴良組中，是很厲害的武鬥派，擅長操縱和迷惑。
原名梅若丸（うめわかまる），本是個出生京城大臣家族的人類少年，父親於五歲時逝世，七歲時為了吊謁菩提進了比叡山，與母親別離。由於不久便嶄露頭角，力量超越寺內所有前輩，十歲時的才能在比叡山是家喻戶曉。受到同伴忌妒，十二歲前眼睛因而受傷三次。後體會寺院並非容身之處而離去。約一千年前，為了尋找失散的母親踏上旅途。
在琵琶湖受妖怪引誘至捩眼山，遭當時的牛鬼襲擊時，在其腹內見到母親的遺體。極端憎恨下，精神接觸到靈性後墮入魔道，化成妖怪，抱著母親的遺體衝破牛鬼腹腔。為了吊謁菩提將屍體堆積成山，率領山上妖怪襲擊村莊，從此牛鬼便成了他的稱呼。
幾百年前與奴良組大戰三天三夜，年輕時的滑瓢戰勝後對他表示認可，後來兩人共飲了妖銘酒。經歷牛鬼事件後，為了抵抗反派人士，而搬進本家住，現在在本家幫助陸生。他有一佛堂供俸不動明王。
京都戰役中指導陸生，讓他在三天內學會了「業」。於京都戰役過後晉升幹部管理者。
牛頭丸（聲優：日本：吉野裕行；台灣：丘台名）
身高：162cm，體重：58kg，生日：6/28
牛鬼的手下，牛鬼組若頭。特徵是黑色短髮，後方綁著武士髮髻，瀏海遮蓋左臉。高自尊心，渴求表現，討厭被人命令（但牛鬼的話例外），戰鬥時會露出殘酷野蠻的一面。脾氣衝動，有不顧後果行事的傾向。武器是一把配刀，會在戰鬥中詠誦經文迷惑人心，接著攻擊對方。
對牛鬼很忠心，與馬頭丸是搭檔，常對著馬頭丸吐槽他的單純與狀況外，兩人性格成為強烈的反差。曾經襲擊過雪女並且和陸生交戰，因此搬至本家後冰麗對他畏忌三分。
謔稱冰麗「雪球」或「雪丫頭」。在奴良組連同妖怪聯軍抵抗晴明一族發動的「淨化」戰爭時，因為在談話間無意提起冰麗，而被黑羽丸調侃整個奴良組都知道其對冰麗抱持著好感，然而牛頭丸則是對此極力否認。
潛入玉章的部隊作臥底調查，反遭玉章襲擊成重傷，在鴆的治療下康復。和馬頭丸被派遣到錦鯉地區協助「畏」的收集。
牛頭陰魔爪
衝向敵方面前，從身上伸出多隻巨大的爪子攻擊敵人。
馬頭丸（聲優：日本：保志總一朗；台灣：黃天佑）
身高：162cm，體重：51kg，生日：2/25
牛鬼的手下，牛鬼組若頭助理。
特徵是頭戴動物的頭骨，綁成雙馬尾的髮型。由於他中性的面孔，故頭上經常戴著馬的頭骨。把頭上的頭骨取下便是美少女的姿態，可將敵方引誘至自己領域（但本人對此事感到害羞）。能使用傀儡線操縱敵人，不過其攻擊能力不及牛頭丸，常常淪為補助角色。
與牛頭丸一樣是牛鬼最信賴的妖怪，對牛鬼很忠心。與牛頭丸是搭檔，行事較牛頭丸謹慎。雖然會把牛頭丸視為競爭對手，可是兩者關係其實相當好。相較戰鬥時的冷酷，平時溫和友善，帶點天真樂觀。
曾因為襲擊清十字怪奇偵探團女性澡堂時不慎掉落浴池裡，被三羽烏的笹美當成偷窺狂，當場吊起來鞭打伺候。潛入玉章的部隊做臥底調查，反遭玉章襲擊成重傷，在鴆的治療下康復。和牛頭丸被派遣到錦鯉地區協助「畏」的收集。
丑鬼軍團
隸屬馬頭丸的傀儡軍團，包含多隻被操縱的巨大妖怪。馬頭丸把其中兩隻命名為宇和島及根香。

#### 藥師一派
組別徽記是兩枚交叉的羽毛。
鸩（聲優：日本：杉田智和；台灣：梁興昌）
身高：177cm，體重：64kg，生日：8/12
奴良組幹部之一，藥師一派首領。雖在奴良組中擔任治療一職，但當他在藥中放入藥用的羽毛時，卻常被誤會成是自己的毒羽毛而被拒喝。
出生時據說是非常美麗的鳥，成鳥時羽毛就會含有劇毒，鴆族因為自身體質影響，所以歷代族人皆不長命。將它的羽毛浸在酒裡，會讓五臟六腑腐爛而死，是含劇毒的鳥妖，掌管毒藥的一族。人型姿態是綠髮紅眼，胸口有爪紋刺青的青年，背後有對黑色的漂亮雙翼。
小時候常和陸生一起玩，和陸生是義兄弟，容易情緒激動，發脾氣時甚至會用羽毛攻擊對方。第一個和陸生喝交杯酒（妖銘酒）的妖怪，因羽毛含有劇毒，身體相當虛弱，而且經常吐血，所以陸生表明會保護他。
四國八十八鬼夜行事件中，建議陸生建立自己的百鬼夜行，並治癒牛頭丸與馬頭丸。與奴良組成員搭乘戰略妖塞（寶船）前往京都途中，化解了無頭鬼和鑄鐸之間的衝突。他是第一個與陸生聯合發動「業」的妖怪。
御門院一族和晴明一族落敗後，偕同奴良組成員出席慶功宴會，曾透漏自己因為在京都篇起便持續消耗著體力，所以已經不久於人世，後來透過猩影和陸雄的安慰和勉勵重新振作，決定終生守護奴良組。
蛇太夫（聲優：日本：矢部雅史；台灣：黃天佑）
鴆的部下之一，原想趁鴆的身體衰弱時造反，後來被妖化的陸生用刀劈成兩半。
藥壺
鴆的部下，是附喪神的一種。
竹筒君
鴆的部下，是附喪神的一種。

#### 達摩會
徽記為葫蘆狀，上面的圓是張貌似蹙眉的臉，下方的圓內部有風車狀圖紋。
木魚達摩（聲優：日本：辻親八；台灣：梁興昌）
身高：182cm，體重：72kg，生日：1/8
奴良組幹部兼顧問，「達摩會」會長。四百年前京都戰役中亦有登場。

#### 獨眼鬼組
一目入道（聲優：日本：松山鷹志；台灣：黃天佑）
奴良組幹部之一，「獨眼鬼組」的組長，極度反對陸生接掌第三代大統領的位置，在會場上被眾妖怪孤立過。年輕時曾於四百年前京都戰役中隨同奴良組作戰，擅使兩把火槍，並相當信任大頭領。

#### 關東大猿會
狒狒（聲優：日本：辻谷耕史；台灣：丘台名）
奴良組幹部之一，「關東大猿會」（別名「狒狒組」）的元會長。經常戴面具在臉上，自稱力量比滑瓢強，曾和滑瓢共飲妖銘酒。
年輕時的狒狒曾在四百年前京都篇登場。後來被「四國八十八鬼夜行」的成員殺害。御門院一族和晴明一族落敗後，猩影親自至其墳前致意。
官方小說裡在嬰兒時期的鯉伴哭鬧時，常會把面具拿下來逗鯉伴笑，也是鯉伴專有的「特權」。
猩影（聲優：日本：星野貴紀；台灣：丘台名）
身高：225cm，體重：108kg，生日：4/25
奴良組幹部之一，「關東大猿會」第二代會長，狒狒的兒子，狒狒身故後接掌會長職位。其實為狒狒和人類母親所生的半妖混血兒。
人形姿態是個穿著連帽外衣，高大英挺，淺黃色（部分為紅色）短髮的青年，其實只是一個十來歲的小孩，和陸雄與鴆為同齡的兒時玩伴，童年時期三者經常參與惡作劇戲弄奴良組的妖怪，但往往都是猩影代替陸雄背黑鍋，猩影更曾經因為誤嘗鴆準備的藥草而短暫中毒。
由於自身原型姿態過於高大，因此總是以人形的樣貌行動。使用武器是父親的遺物「大猿 狒狒的大太刀」，與雪女冰麗是舊識，稱呼冰麗為「雪女姐姐」。不時攜帶父親遺留的面具在身上。人型面貌與年輕時的狒狒相仿。
四國八十八鬼夜行事件中，本欲殺害隱神刑部玉章替父親報仇，但被滑瓢制止。與奴良組成員搭乘戰略妖塞（寶船）前往京都時，由於寶船嚴重受損，與首無、鑄鐸攜手合作，讓奴良組寶船順利迫降在鴨川裡。
後來在清淨篇偕同奴良組和其餘妖怪百鬼夜行聯軍迎戰御門院一族和晴明一族，事後出席奴良組的慶功宴。

#### 化貓組
良太貓（聲優：日本：石井真；台灣：梁興昌）
身高：158cm，體重：50kg，生日：11/23
奴良組系化貓組的當家，頭上有對貓耳朵，左眼有個斑記，少見的公玳瑁貓，綁著多枚貓掌印的頭巾，說話第一人稱為「俺」。
掌管一番街的賭博事業。由於舊鼠在地盤上惹是生非，因而向陸生請求協助。曾在可奈生日當天款待陸生和可奈，並且答應陸生將可奈來到妖怪店鋪一事保密。和首無十分的意氣相投。
三郎貓（聲優：日本：小林翔平；台灣：丘台名）
化貓組的部署，曾在店門口遭玉章手下弄傷。

#### 冰麗組
雪女/及川冰麗
參照「奴良組本家直屬組員」。
阿涼
寄宿在名為「大正浪漫硝子」裡的冰缽付喪神。個頭嬌小玲瓏，翹髮尾，頭上頂著刨冰碗的小女孩。當冰麗在錦鯉的垃圾市獲得寄宿她的冰缽後，因為在冰缽上製造刨冰而意外的將她召喚出來，將冰麗認做主人，使得冰麗一口氣收集所有的冰缽，呼喚了阿涼的同類並將祂們收為己有。

#### 錦鯉地區
雪麗（聲優：日本：堀江由衣；台灣：錢欣郁）
四百年前的妖怪，原奥州遠野一家。面貌與及川冰麗相仿的雪女，是冰麗的母親，同時也是錦鯉地區的前任管理者。和冰麗不同，雪麗留著過腰的微波浪長髮，擁有紅色的圈狀雙瞳，並習慣以「妾身」自稱。
愛慕並隨侍滑瓢，後由於滑瓢愛上瓔姬，甚至當眾妖怪面前向瓔姬求婚，使得雪麗大受打擊，連身旁的鴉天狗也受到她影響，被短暫的凍成冰雕。對於瓔姬抱持著忌妒心，甚至希望不管經過幾個後代，都要獲得奴良組頭領的心。暱稱山吹乙女為「小乙女」。
御門院一族和晴明一族落敗後，偕同其餘奴良組妖怪出席慶功宴。劇末向冰麗提出收走阿涼的要脅，要求她得和第三代當家接吻。
荒鷲一家
於錦鯉地區駐紮的奴良組成員，是歷史悠久的攤販系妖怪無賴，也是奴良組的財源之一。
對晉升為新奴良組頭目的陸生抱持鄙夷的態度。一開始對於來到錦鯉地區的冰麗不以為然，總是對她表現粗魯的態度。但見到冰麗認真工作的毅力，以及為了保護人類挺身而出的勇氣後，對冰麗的態度由輕視轉為敬佩，決定正式服從她。

#### 其他幹部
元興寺（聲優：日本：廣田行生；台灣：梁興昌）
奴良組元幹部之一，奴良組直系「元興寺組」的組長。
原本要暗殺陸生，並奪取三代頭目寶座，最後被妖化後陸生所殺。四百年前京都戰役亦有登場。
三目八面（聲優：日本：廣田稔；台灣：丘台名）
奴良組幹部之一，奴良組直系「三目黨」的黨主。
三目八面只是他的偽裝身分，實際上是山本五郎左衛門的「腦」，詳情參見#江戶百物語組。
浪費鬼
奴良組幹部之一，奴良組直系「御化組」組長。
淺茅原鬼女（聲優：日本：新井里美；台灣：楊凱凱）
奴良組幹部之一，奴良組直系「鬼女組」的組長。為老婆婆和童女二人一組的妖怪。
大百足
奴良組幹部之一，奴良組直系「百足一族」的族長。
算盤坊
奴良組幹部之一，奴良組直系「妖怪商人連合」會長。
彭侯
奴良組元幹部之一，奴良組直系「彭侯組」組長，長有狼臉的男性。於現世百物語組事件中，遭山本五郎的臉皮珠三郎殺害。

#### 其他成員
舊鼠（聲優：日本：子安武人；台灣：黃天佑）
身高：180cm體重：69kg生日：3/30
原奴良組系「舊鼠組」組長。獸妖怪，喜歡吃小貓的大型的鼠妖浪費鬼魂浪費鬼魂人形姿態是個黃色長髮，紅色雙眼的男子。很早以前就被逐出奴良組，後來在一番街從事牛郎的行業，曾強迫陸雄退讓頭目之位，其實是被牛鬼利用，最後被妖化的陸雄所殺。
手長足長
原奴良組成員，在江戶時期遇上還是江戶百物語組幹部的黑田坊，意圖下手不成，反被黑田坊擊斃。
蛇蜒
原奴良組成員，陸生散步時專用的僕人，是條長著人臉的蛇。當陸生吹口哨時，牠就會現身將陸生背負在背上。
朧車
身有著巨大人臉的牛車妖怪，平安時代的貴族相爭怨念形成的妖怪。在奴良家擔任運輸接送一職。
寶船（聲優：日本：若本規夫；台灣：黃天佑）
奴良組名物，戰略空中妖塞。
置行堀
身居住在水池中的妖怪，每當有人或妖怪經過其領地時，會要求對方交出寶貴的東西。若要討回被他拿走的東西，則必須取出更寶貴的物品來交換。陸雄曾一度被他竊去彌彌切丸，黑羽丸也為了從他手中取回彌彌切丸，賠上自己的羽織。最後陸雄顧及到置行堀的特性，甚至拿了滑瓢的煙管交給他。
凜子
身僅在番外篇《浮世繪中奇談》登場。與陸雄同校，家裡代代經商，擁有1/8妖怪血脈的少女。因為擁有白蛇的血統，所以雙眼下方與手部留著蛇鱗，就連雙瞳也和蛇一樣有著尖細的瞳孔。起初為了自身的混血身份感到苦惱，總是安靜低調的度過校園生活，但在陸雄出面替她解圍後，開始有勇氣面對自己。
妖怪搓脛
身番外篇登場，陸雄就讀中學裡的七大不可思議之一。會忽然將別人絆倒，曾經對凜子找麻煩，後來被陸雄用「奴良家一脈相傳 無回轉黑道飛踢」擊倒。
加牟波理入道
身僅在除夕夜登場的廁所神，會趴在廁所窗口往裡面窺看。若是一個人類遇見他的時候，對他念著「加牟波理入道郭公」三次，並且將他自動掉下來的頭部放進衣袖裡再次取出，原本的頭部就會變成一堆古金幣，遇見他的人類也會在新的一年變得幸福。
偷摸鬼
番外篇登場的奴良組成員，會偽裝成人類便衣保全，藉著栽贓他人偷竊製造恐懼的妖怪，唯獨對滑瓢言聽計從。後來遇上可奈試圖栽贓對方，被陸雄一腳踹倒在地。

### 土地神
千羽（聲優：日本：神谷浩史；台灣：梁興昌）
身高：27cm　體重：2kg　生日：7/20
土地神之一，面部被寫著「千羽」字樣的布遮蓋，長著一對紙折的翅膀。據說將千羽鶴供奉在祂的祠堂面前並許願的話，就會使病痛痊癒，稱呼黒田坊為隊長。
由於供奉祂的祠堂長久以來無人參拜，使祂的身型與力量逐漸縮小，後來因為夏實的祖母向千羽許下「拯救夏實」的願望（動畫版是由清十字怪奇偵探團一行人向千羽許願），使祂恢復了原本的身型。必須在有人許願的前提下才能發揮力量，力量強度來自人類激烈的思念。
苔姬（聲優：日本：大久保藍子；台灣：楊凱凱（第一期）→錢欣郁（第二期））
土地神之一，外觀是留著烏黑長髮，綁著雙蝴蝶結的女孩。
她在四百年前京都篇登場的時候，是個眼淚會化為珍珠的人類公主，與陸生的祖母瓔姬一起被進獻給羽衣狐，在羽衣狐被殺後，隨奴良組一同回到關東，對一目入道抱有好感。
原本在四國八十八鬼夜行篇險遭袖衣神殺害，但由於黑田坊現身解危逃過一劫，後來還為此寄了感謝信函給黑田坊。
白蛇
僅在番外篇《浮世繪中奇談》登場。土地神之一，外觀是條純白色的巨蛇，隱居在陸生所在的中學水池當中。自身擁有換來強力幸福的能力。祂的曾孫女是擁有1/8妖怪血脈的少女－凜子。

## 四國八十八鬼夜行

### 組長
隱神刑部狸・玉章（聲優：日本：石田彰；台灣：丘台名）
身高：179cm　體重：74kg　生日：4/27
四國八十八鬼夜行的組長，隠神刑部狸第88個老婆的第8個兒子，人形姿態是個蓄著黑色短髮的冷漠青年，武器是把稱作霸王之證的劍——魔王小鎚。寵物是隻體型嬌小的小狗。自從得到魔王小鎚後，性格變得殘忍無情，對於被認為無用的手下格殺無論。
真面目是個戴著假面的狸怪，能使用遺傳自父親的神通力，還能空間移動。後來被陸雄擊敗，魔王小鎚被夜雀帶走，臉上因此留下了一條刀疤。最後作為和奴良組和解的條件，到先前犧牲的妖怪墳前悼念。陸雄則在之後以「四國之主」尊稱他（但在私底下則直接稱呼本名）。
恐山事件過後，率領四國八十八鬼夜行來到奴良組朝開會議，並協助奴良組擊敗御門院長親。安倍一族和御門院一族被擊潰後，玉章收到奴良組慶祝陸雄康復暨擊潰安倍晴明的慶功宴請帖，以「希望下次會面時以百鬼相見」為由，婉拒出席慶功宴。
神通力「紅葉礫」
利用畏讓大群的樹葉懸浮在自己身邊，原本是用來吸引對手注意力的招式，經過玉章的改良後，已經演化成會對玉章的畏產生反應並化作劇毒，讓任何沾到毒葉的對象血液沸騰並四散飛濺，而且在葉片被對方切成碎末的情況下，效果會更加強大。
隱神刑部狸（聲優：日本：森功至；台灣：梁興昌）
四國八十八鬼夜行之長，同時也是統治四國八百八狸的大妖怪，因年老使能力逐漸衰退，在很久以前與人類的爭鬥中戰敗而被封印起來。奴良組準備殺害玉章之際，出面向奴良組求情，人型姿態是位戴著漁夫帽的老人，真面目是隻體型巨大的狸。

### 七人同行
犬神（聲優：日本：岡本信彦；台灣：黃天佑）
身高：170cm　體重：62kg　生日：11/4
四國八十八鬼夜行幹部「七人同行」的一人。人形姿態是個狗臉少年。「犬神」原是一種詛咒之術，將飢餓的狗埋入土中，僅露出頭部，後在瀕臨飢餓的狗面前放置食物，當狗飢餓想取食之時，即砍下其頭部完成儀式，所釋放出的怨恨、慾望則夾雜成「黑色的執念」，具有咒殺人類的力量。
對於陸雄所擁有的人際幸福感到忌妒，也為自己身為妖怪沒有朋友感到困擾，對玉章抱持著既憎恨又感恩的複雜情感。在學生會長選舉演說會場，被陸雄與奴良組成員聯手重傷，後來被玉章以沒有用途的理由殺害。
針女（聲優：日本：折笠愛；台灣：楊凱凱）
四國八十八鬼夜行幹部「七人同行」的一人。頭髮是帶鉤的針。曾與毛倡妓對戰，後被首無牽制行動，後來遭玉章殺害。
手洗鬼（聲優：日本：斧篤志；台灣：梁興昌）
四國八十八鬼夜行幹部「七人同行」的一人。後來被青田坊擊敗。
犬鳳凰（聲優：日本：竹田雅則；台灣：丘台名）
四國八十八鬼夜行幹部「七人同行」的一人，後來為庇護玉章，被陸雄的「明鏡止水•櫻」所殺（動畫版是由三羽鴉所殺）。
岸涯小僧（聲優：日本：後藤哲夫；台灣：梁興昌）
四國八十八鬼夜行幹部「七人同行」的一人。總是出現在岸涯邊，以水攻擊人與物。曾被馬頭丸操控，攻擊玉章所在地的守衛，後來被河童擊敗。
袖挽大爺（聲優：日本：長；台灣：丘台名）
四國八十八鬼夜行幹部「七人同行」的一人。四國流傳有斷袖信仰的妖怪。專門襲擊軟弱的土地神，將其信仰轉化成對自己的恐懼。曾對夏實施與詛咒，後來被黑田坊擊斃。
夜雀
身高：147cm，體重：36kg，生日：2/11
四國八十八鬼夜行幹部「七人同行」的一人。人型姿態是戴著符咒頭巾，穿著黑色長袍，蓄長髮，沉默寡言的女性，武器是把長刀。一旦碰到她的黑色羽毛，眼前就會一片漆黑，絕招「幻夜行」。實際上是聽命於山本五郎左衛門（將魔王小鎚交與玉章之人）指揮的妖怪。
於四國八十八鬼夜行篇被冰麗以「詛咒的飄雪－風聲鶴唳」凍結全身，恢復後奪去魔王小鎚遠走高飛，並將魔王小鎚交回山本五郎左衛門的手中。京都戰役現身，和鏖地襲擊滑瓢。
及後於清淨篇正式揭露為安倍有行的式神，只因其主人安倍有行喜歡聽圓潮說書而暫借予圓潮，但圓潮卻擅自把夜雀派遣到玉章身邊做臥底，意圖對玉章痛下殺手但未能得逞。

### 其他成員
馬鞭（聲優：日本：鶴岡聰；台灣：梁興昌）
四國八十八鬼夜行的犬神派來暗殺奴良滑瓢的刺客，其真面目是個操控風的妖怪，後來被滑瓢以「真•明鏡止水」所殺。

## 奧州遠野一家
居住在東北遠野地區，此地妖怪特色為遠野一家，身為東北中的武鬥派巨頭，向全國的妖怪組織輸送人才，因此不會成為任何人手下，也不曾和任何人換盞相交，一直保持獨立自主的精神。此地區為多種妖怪的發源地。由於東北遠野氣候多雲霧，因此妖氣容易保存下來，即便是只有四分之一妖怪血統的陸雄，也能在此地的白天保持妖化狀態。
赤河童（聲優：日本：宮內敦士；台灣：梁興昌）
身高：265cm，體重：189kg，生日：4/23
妖怪村的長者兼總大將，滑瓢以前離開遠野時，曾對他提出邀約，但礙於總大將的身分因此婉拒。向陸雄說明妖怪村事物後，讓他在妖怪村展開修行。陸雄結束修行之際，對他表示了認可。
遠野河童（聲優：日本：矢部雅史；台灣：丘台名）
妖怪村的妖怪，時常跟隨在赤河童的身旁。
生剝鬼節（聲優：日本：真殿光昭；台灣：梁興昌（紅色）、黃天佑（藍色））
妖怪村的妖怪，將陸雄抓到奧州遠野。
鑄鐸（聲優：日本：岸尾大輔；台灣：丘台名）
身高：167cm，體重：63kg，生日：6/13
鎌鼬，妖怪村的守衛。人形姿態是頭繫格紋狀頭巾的酷少年。白天的姿態是鼬鼠，性格沉著冷靜，使用武器是六把鐮刀。以遠野的精神自豪，討厭京都的妖怪。負責指導陸雄的修行，向陸雄提示只有斬斷「畏懼之力」才能離開隱之里，並且負責講解「畏」的特性與應用。絕招「畏的發動•魃之移動•憑」及「凌羅•魔斬」。
與奴良組搭乘寶船前往京都，對奴良組的現況與整體實力頗有微詞，並且對陸雄還不太熟悉「畏」的運用表示擔憂。此舉引起奴良組的不滿，因而和奴良組發生衝突，與首無展開決鬥，後來被鴆制止，之後和陸雄聯手對抗土蜘蛛。是唯一和陸雄發動鬼纏的遠野妖怪。
京都戰後，鑄鐸亦多次來往遠野地區與奴良組本家，指導陸雄將防禦型的「畏」轉變為攻擊型的「畏」，並且於百物語篇、恐山篇、清淨篇偕同其他遠野妖怪中現身協助奴良組。嘴上不肯承認對陸雄的關心，但逐漸認可其成長與氣度。
御門院一族和晴明一族被擊潰後，鑄鐸被正式推舉為遠野妖怪的次任當家。偕同其他遠野妖怪受邀前往奴良組參加陸雄康復兼戰勝御門院一族和晴明一族的慶功宴。
凌羅·魔斬
將自己的「畏」凝聚在鐮刀上，對敵人發出斬擊。
凌羅·魔斬 岩琉篦
「凌羅•魔斬」的強化版，同時擲出六把鐮刀，瞬間對敵人造成多道斬擊傷害。
凌羅·魔斬 不言經
「凌羅·魔斬」的強化版，將自己的「畏」凝聚在鐮刀上，對範圍內的多數敵人發出斬擊。
淡島（聲優：日本：柚木涼香；台灣：錢欣郁）
（男）身高：169cm，體重：58kg，生日：6/3
（女）身高：159cm，體重：48kg，生日：同上
天邪鬼，腰間佩帶一把刀，嘴邊經常銜著一根草。白天是男性，但晚上變成女性。言行粗魯，口頭禪「別把老子當成女的了！」，偶爾會展現溫和的一面。
與奴良組搭乘寶船前往京都，對於受到奴良組指揮感到不悅，在飛船上和毛娼妓發生口角衝突，戲稱黑田坊「色田坊」。在對抗土蜘蛛時建議陸雄與他（她）發動鬼纏，但陸雄因為不知道淡島「畏」的性質而沒有答應。
多度和遠野妖怪協助奴良組對抗其他勢力的妖怪，御門院一族和晴明一族被擊潰後，偕同其餘遠野妖怪參加慶祝陸雄康復暨擊潰安倍晴明的慶功宴。
其姓名典故來源，取自古代神祇伊邪那歧與伊邪那美第二個兒子之名，因其生下來男女皆非而被拋棄之子。
魃·戰乙女演舞
發動「畏」的舞蹈，持巨槍劈向敵人。根據淡島的說法，古代人會在戰前表演這支天女之舞祈求勝利降臨。
天女之憑·完全母性·伊弉冉
化作天女姿態，能夠將「畏」領域範圍內的對象心靈逐漸安撫至平穩狀態。伊弉冉是日本古代神祇名稱。
鬼神之憑·完全父性·伊弉諾
揮舞巨槍，將自己的「畏」具現化成巨大鬼神攻擊對方。伊弉諾是日本古代神祇名稱。
雨造（聲優：日本：水島大宙；台灣：梁興昌）
身高：182cm，體重：73kg，生日：5/31
沼河童，對外面世界很嚮往。看上去和誰都聊得來，其實擇友標準嚴格，在官方小說中知道一個祕密的溫泉，只會邀請真正喜歡的朋友參觀，甚至在被逼問溫泉地點時大發脾氣。
與奴良組搭乘寶船前往京都，多度和遠野妖怪協助奴良組對抗其他勢力的妖怪，御門院一族和晴明一族被擊潰後，偕同其餘遠野妖怪參加慶祝陸雄康復暨擊潰安倍晴明的慶功宴。
沼河童忍法 泥沼地獄
創造出一個大泥球攻擊敵人
土彥（聲優：日本：宮下榮治；台灣：黃天佑）
經立，體型高大。與奴良組成員搭乘戰略妖塞（寶船）前往京都，京都戰役中為保護冷麗而被土蜘蛛重傷，與紫負責看護受傷的冷麗。御門院一族和晴明一族被擊潰後，偕同其餘遠野妖怪參加慶祝陸雄康復暨擊潰安倍晴明的慶功宴。
冷麗（聲優：日本：豐口惠；台灣：楊凱凱）
身高：170cm，體重：53kg，生日：2/7
雪女，綁著兩束髮辮，溫文友善，經常負責準備膳食招待客人。會惡作劇，過去曾將鑄鐸綁在冰柱上漂流到鄂霍次克海。
與奴良組搭乘寶船前往京都，多度和遠野妖怪協助奴良組對抗其他勢力的妖怪。京都戰役中被土蜘蛛重傷，由紫和土彥看護著她。御門院一族和晴明一族被擊潰後，偕同其餘遠野妖怪參加慶祝陸雄康復暨擊潰安倍晴明的慶功宴。
阿紫（聲優：日本：折笠富美子；台灣：雷碧文）
座敷童子，是個性情淘氣的小女孩，相當毒舌。由於自身的力量能夠吸引運氣，因此她的所在之處不會發生不幸之事，而備受遠野妖怪無條件信賴。
與奴良組搭乘寶船前往京都，多度和遠野妖怪協助奴良組對抗其他勢力的妖怪，與土彥負責看護受傷的冷麗。在恐山篇協助鑄鐸導引正確的逃生方向。御門院一族和晴明一族被擊潰後，偕同其餘遠野妖怪參加慶祝陸雄康復暨擊潰安倍晴明的慶功宴。
信乃（聲優：日本：佐藤聡美）
於OVA「奴良組事始」登場。妖怪村茶店「あたご屋」的看板娘，有著獣耳的妖怪。
繪蟲（聲優：日本：三木眞一郎）
於OVA「奴良組事始」登場。妖怪村的守衛，被奴良滑瓢打敗。

## 京都妖怪
盤據京都的妖怪群，各個實力強大，四百年前遭到奴良組與花開院一族重創，原本聽令豐臣家的京都妖怪也擺脫了掌控。領導者為羽衣狐，一度於現世京都戰捲土重來對抗奴良組與花開院一族，但仍以失敗告終。
經過現世京都戰之後，羽衣狐和部分京妖怪踏入地獄，少數倖存的京妖怪則是下落不明。後來在對抗晴明為首的御門院一族的戰役中再度現身，和奴良組及其他百鬼夜行組成聯軍對抗御門院一族。

### 主人
羽衣狐（聲優：日本：能登麻美子（即宿體，山吹乙女）、根谷美智子（本體，淀殿）；台灣：楊凱凱（即宿體，山吹乙女）、雷碧文（本體，淀殿））
身高：162cm，體重：49kg，生日：11/16
自古以來盤居於京城，站在人類的舞臺上支配人類，獨一無二的妖怪。原型是隻多尾妖狐，人型的妖怪狀態下，則是長著狐耳與多條尾巴的女性。每逢憑依肉身死去之時，便會尋找適合轉世的肉身，以便東山再起，尾巴的數量等同轉生次數。
千年前的身分葛葉與人類男性相戀結合，生下安倍晴明並將其撫養至成人後，被人類殺害。四百年前憑依在豐臣秀賴之母淀殿身上，滑瓢為了打敗她，被奪去肝臟而「減壽」，被滑瓢與花開院秀元（第13代）擊敗後，對滑瓢與秀元留下「子子孫孫都將受到羽衣狐的詛咒束縛」的詛咒。
現轉世附身的肉身姿態，為黑色長髮的妙齡女子，其依代（即宿體）山吹乙女於八年前受妖術操控，親手殺害奴良組第二代頭領奴良鯉伴（陸雄之父）。在半妖之裡再次重生的羽衣狐，身體裡的狐狸和乙女都已經消失了。
率領妖怪佔領京都，連同部下殺害了花開院家族不少陰陽師。至貳條城進行分娩，再次遇上滑瓢，順利產下了鵺，卻因為依代帶來的副作用不得不脫離依代。得知晴明刻意安排憑依宿身的真相後，羽衣狐仍然伸手擁抱了晴明，卻在最後被拖下地獄。
於漫畫200話因滑瓢的術而復活，並手持綴有鎖鍊的武士刀作為武器，不過記憶方面融合了山吹與羽衣狐兩方，將晴明與陸雄視為最愛的兩人，亦因此變成具備著母性的妖怪，堅持守護京都妖怪的立場。
雖然於清淨篇透過山本五郎之口圓潮，再次和晴明重逢，卻因為得悉晴明企圖將妖怪抹除的計畫，察覺昔日的晴明已經受到野心的蒙蔽而不惜與之決裂，率領京都妖怪和奴良組聯手對抗晴明為首的御門院勢力。
戰後帶著陸雄至半妖之里療傷，由於山吹的靈魂脫離身體和鯉伴的靈魂共赴黃泉，變成獨立的妖怪，繼續守護京都妖怪。

鵺(夜)／安倍晴明
參照御門院一族。

### 幹部
鏖地藏（聲優：日本：茶風林；台灣：梁興昌）
京都妖怪幹部。頭上長著一枚巨眼，經常露出奸險笑容的老人。多年前受鵺的指示，操控當時經由返魂之術變為小孩的，奴良鯉伴的前妻山吹乙女，還將她帶到羽衣狐封印的祠堂，使其成為羽衣狐的宿身。
在羽衣狐正式演化成九尾的時候，操縱了部分京都妖怪的記憶，還利用法術讓大天狗失去地位。在第三封印之戰附上了花開院 秋房的身體，因為被花開院竜二擊敗，才脫離秋房身體。其真面目是山本五郎左衛門的左眼，最後被陸雄持彌彌切丸刺穿身軀致死。
鬼童丸（聲優：日本：黑田崇矢；台灣：丘台名）
身高：182cm，體重：74kg，生日：1/5
京都妖怪幹部。酒吞童子的兒子，人型樣貌為面容嚴肅的中年男子。曾與陸雄在東北遠野短暫交手，使陸雄體悟了「畏」的力量。與安倍晴明千年前就相互認識。與奴良組和花開院交戰後暫時撤退。最後在晴明的呼喚下，走入地獄之門。

茨木童子（聲優：日本：津田健次郎；台灣：黃天佑）
身高：184cm，體重：75kg，生日：10/18
京都妖怪幹部。酒吞童子的義子。左臉是張惡鬼臉孔的冷酷青年，平時用木製面具遮蓋左臉，稱其為父親的墓碑。武器是雙刀，與螻蛄眾多爭執。絕招「鬼發•鬼太鼓」、「鬼太鼓桴 仏斬鋏」、「鬼太鼓 鼓槌亂打」。
出生時就會走路，因天生的尖牙與脾氣兇惡被驅逐出村。被一對經營理髮店的老夫婦發現並收養，偶然嚐到鮮血後，憶起鮮血的味道，為了汲取鮮血殺害養父與眾多人類，四處流浪的途中，因緣際會與酒吞童子相識，被酒吞童子收容成為義子。但後來酒吞童子被鵺殺害，遇到鵺的母親（即羽衣狐），體悟到自己的本能後，茨木童子將酒吞童子的遺體剪成碎片，移植在左臉頰上，從此左臉就成了惡鬼的臉孔，依然保留酒吞童子的意識。
現世京都戰役中，對陣首無和毛娼妓，以及後來趕到的黑田坊後暫時撤退。最後在晴明的呼喚下，走入地獄之門。

螻蛄眾（聲優：日本：齋賀光希；台灣：錢欣郁）
京都妖怪幹部。本有六人，如今僅剩一人存活。單獨存活的螻蛄眾，人型面貌是個蒼鬱青年，身上配戴一枚小型十字架，會替被殺害的人默禱，並且經常闡述信仰般的言論，被羽衣狐評為「與眾不同」。
與茨木童子不和。專門在每60天裡的「庚申」到人間，趁人類睡著時向天神稟報人類罪狀，被螻蛄眾稟報之人將被天神奪取性命。現世京都戰役中，襲擊花開院本家，後來被青田坊擊敗。
狂骨（女兒）（聲優：日笠陽子；台灣：錢欣郁）
身高：118cm，體重：21kg，生日：3/13
京都妖怪幹部。當安倍晴明率領眾京都妖怪走向地獄之門時，小狂骨以「只跟隨姐姐大人（羽衣狐）」為由，拒絕跟著晴明走入地獄之門。
後來奴良組離開京都以前，小狂骨從陸雄手中接過山吹乙女的遺體，表明乙女是羽衣狐的殺生石必須妥善保護，便跟著殘存的京都妖怪離去。及後小狂骨在清淨篇先後和花開院一族及奴良組聯手抵抗御門院一族，為保護羽衣狐而被安倍晴明重傷，在治癒後繼續跟隨著羽衣狐。
狂骨（聲優：日本：一條和矢；台灣：梁興昌）
四百年前的京都妖怪幹部。羽衣狐的部下，有一個女兒。
鞍馬天狗（聲優：日本：寶龜克壽；台灣：黃天佑）
四百年前的京都妖怪幹部。和牛鬼是舊識，原屬地為鞍馬山。多年前羽衣狐成為九尾之時，因為鏖地藏操縱了部分京都妖怪的記憶，並且施展了奇異的法術，致使大天狗失去了自己的席位。
現世京都戰役中，和牛鬼待在寺院裡，提到他準備取去彌彌切丸。並且聲稱絕對要阻止羽衣狐產子。派遣鞍馬天狗群偷襲陸雄，以失敗告終，後來他底下的鞍馬天狗也跟著陸雄討伐土蜘蛛。
荒骷髏（聲優：日本：楠大典；台灣：丘台名）
京妖怪幹部，一個巨大的骷髅妖怪。四百件前被封印在第四封印。現世京都戰役結束後隨同狂骨女兒接走山吹乙女的遺體。
土蜘蛛（聲優：日本：小杉十郎太；台灣：梁興昌）
身高：750cm，體重：1400kg，生日：12/1
來自九州九十九鬼夜行土蜘蛛一族的京妖怪幹部。四百年前受秀元所騙而被封印在封印裡的妖怪。身型巨大，能夠吐出絲線限制對手的行動，只憑自身的蠻力就能重創奴良組，被稱為是「神佛都會畏懼的存在」。千年前曾與鵺展開激烈交戰，以至於當時還有六隻手臂的土蜘蛛，失去三隻手臂。
解封後並未服從於羽衣狐，只是為與鵺一戰而協助。於現世京都戰役中，重創奴良組，將身負重傷的冰麗擄走帶往第三封印。後來再次迎戰奴良組，被陸雄與鑄鐸聯合發動的「鬼纏 襲色紫苑之鎌」所傷，身體被斬成兩份都不死，後離開等待鵺復活，幫鵺擋下了花開院的封印攻擊。當鵺正式重生為安倍晴明時，土蜘蛛試圖攻擊晴明，被晴明利用法術反擊，墜入地獄。
恐山篇過後，土蜘蛛從地獄回到現世，認為自己力量不全才會敗給晴明，決議回到故鄉溫泉區回復力量，帶走在場的由羅作為嚮導（因為認為時間變遷地貌已改，所以需要一個現代人做指引）前往四國，卻遇上了御門家的成員。和奴良陸雄一起使出鬼纏一同使用而打敗御門院水蛭子。
凱郎太（聲優：日本：塾一久；台灣：黃天佑）
四百年前的京都妖怪幹部。身形魁梧，生於羅生門下已過了千年，絕招「雷棍棒豪風」。四百年前京都戰役中，被滑瓢一擊斃命。

### 其他成員
覺（聲優：日本：保村真；台灣：梁興昌）
羽衣狐的部下，是個能夠看透他人心思的妖怪。於四百年前跟隨鬼一口會面瓔姬的父親，現世在京都戰役中被陸雄殺害。
鬼一口（聲優：日本：山本兼平；台灣：丘台名）
羽衣狐的部下。平時習慣藏匿於倉庫，因為能將面前所有食物一口吃下得名。於四百年前與覺將豐臣家的聘金交給瓔姬的父親，但因為瓔姬的父親獅子大開口而殺了對方。現世京都戰役中，被陸雄殺害並劈成碎塊。
牛力（聲優：日本：山本兼平；台灣：梁興昌）
鬼童丸的部下，擁有好戰的個性和光頭的男人，憑自身的力氣就把岩石擊破。
斷鬼（聲優：長野伸二；台灣：黃天佑）
鬼童丸的部下，個性沉穩，持小刀做為武器。
白藏主（聲優：日本：伊藤健太郎；台灣：丘台名）
羽衣狐的部下。身材高大，頭上長著兩隻角，面容乾瘦，身著僧袍並且纏著符文布條，武器是枝巨槍茶枳尼。
於空戰對陣奴良組，堅持對手必須報上名號，才能開始戰鬥，有著相當程度的原則與修養。後來被陸雄擊敗，請求陸雄處決他。但陸雄不僅對他手下留情，還表示了認可。在奴良組順利迫降後動身離去。當安倍晴明率領眾京都妖怪走入地獄後，白藏主對歸還山吹乙女遺體的陸雄表示敬重與感謝。
火間蟲入道（聲優：日本：熊谷正行；台灣：梁興昌）
白藏主的部下。在奴良組寶船瀕臨損毀之際，出手襲擊奴良組，被鑄鐸擊敗。
二十七面千手百足（聲優：日本：保村真；台灣：丘台名）
隱藏在千本鳥居（迷惑之森）的妖怪，利用石頭將產生畏懼的人帶入自己的領域，再藉由恐懼佔據人心獲取力量。對陣天邪鬼淡島，被淡島施展絕招「鬼神之魃·完全父性·伊弉諾」擊敗。
骸輪車暴走團（聲優：日本：櫻井透、山本兼平；台灣：梁興昌、黃天佑、丘台名）
羽衣狐的部下，腳踩單輪車的骷髏妖怪集團。替羽衣狐擷取生肝，在京都襲擊人類，被首無全數殺害。
魔芋和尚
羽衣狐的部下。替羽衣狐擷取生肝，在京都第七封印遭首無全數殺害。
陰摩羅鬼（聲優：不明；台灣：梁興昌）
茨木童子的部下，由死靈集結而成的妖怪。替羽衣狐擷取生肝，在京都第六封印襲擊人類的學生團體，被首無全數殺害。
刈太郎&刈次郎（聲優：日本：塾一久；台灣：梁興昌、丘台名）
羽衣狐的部下，巨鬼兄弟。負責看守貳條城東大守門，被陸雄輕易撂倒。

## 江戶百物語組
由山本五郎左衛門領導的百鬼夜行，多年前被奴良 鯉伴殲滅。與其他百鬼夜行不同，旗下成員專門利用散撥、收集、編造都市怪談來強化並收集「畏」。
百物語組在江戶被奴良組打敗後，之後的三百年由山本的各部分領導，百物語組目前的所有行動除了是為了向奴良組報復外，還是繼續了山本三百年前的野心:在所有人都認為陸雄是"邪惡"時，由復活的山本以救世主的身份將"邪惡"消滅，那就可以達到受萬人敬畏，變成神明般的存在。
山本五郎左衛門
江戶百物語組的領導人，妖刀魔王小槌的持有者，同時也是八年前殺害奴良鯉伴的元兇之一。多年前曾經在地獄和安倍晴明聯手，藉由返魂之術將奴良鯉伴的前妻山吹乙女變成小女孩，還操控乙女的記憶，使她親手殺害了鯉伴。
原本是一個外貌醜陋的人類木材批發商，在江戶以百物語不斷編造怪談，不斷散播，生產出大量由怪談而生的妖怪，因此自稱為百物語組，然後把人們對其怪談的畏懼收為己用，以達到受萬人敬畏，變成神明般的存在。
本來想在＂怪談百萬遍＂中生產一隻震驚江戶的妖怪，但在第九十九個百物語時被突然出現的鯉伴打斷，然後自己生產的妖怪被鯉伴的百鬼夜行輕易打敗，於是走投無路的山本記起只剩下一個百物語，便想生產出一隻能扭轉局面的妖怪，但在中途因鯉伴的出現而掉下了樓下，意識到自己快要死掉的山本，因為有即使死掉也要獲取天下的畏的欲望和野心，在臨死之前完成最後的百物語，完成後便死了，之後就按照那個百物語變成妖怪，而山本也下了地獄,因此這妖怪可說是一具空殼。
妖怪外表是一個黏糊糊，身穿武士服，頭部是一個沒有鼻孔和下顎的骷髏頭，並在口部有多根伸出來的觸鬚纏繞着自己的頸部的巨大妖怪。妖化後的山本擁有極強的生命力，即使被鯉伴使出明鏡止水•櫻攻擊並砍了一刀，他也絲毫無損，並在同一時間挖出自己的心臟把它變成魔王小槌，甚至最後被殺死時，也留下了一個嬰兒(實為山本的腦)，據圓潮所說，該嬰兒將會再重生為新的山本，這就是百物語組一直在喑中行動的原因。
妖化後的山本擁有把自己的器官分離出來並使其變成擁有各自意識的妖怪的能力，京都妖怪的鏖地，是他分離出來的眼睛。根據鏖地所說，山本五郎被分成一百個部分散落在日本地區。其中一個部分在奴良組偽裝成三目黨的組長三目八面伺機行動。

### 幹部
柳田
百物語組七名幹部之一，稱號爲耳，左耳配戴小鈴噹耳飾，細長雙眼，羽織衣袖與下擺貼著符咒的青年，對背叛山本的黑田坊有著極強的敵意，尊稱圓潮「老師」，負責收集怪談。
於「-村」事件後，在庭院外捉住因目睹鏡齋的具現繪畫、來不及逃走的夏實作人質。是少數在百物語事件結束後，沒有被山本吸收的妖怪，之後為了協助山本再度復活便自行逃走，下落不明。終章時殺死了圓潮，並為了把山本復活而暗中活動。名字取自于日本妖怪学者柳田国男。
圓潮
百物語組七名幹部之一，稱號為口，眼神呆滯的男子，本體是山本五郎的嘴巴，在百物語組裡負責收集與傳播怪談。在多年前從安倍有行手中借得其式神夜雀，並把她暫借給四國八十八鬼夜行的玉章。
在野風被陸雄殺害後，現身對陸雄提出「14小時內找出並殺害百物語組七名幹部」的競賽條件。之後更親手了結山本的腦，召喚青行燈對抗來到藏身處的陸雄，卻因為先前暗算山本的舉動，被短暫復甦後的山本吸收左臉。百物語事件結束後，圓潮便開始用畫著眼睛的繃帶遮掩左臉。終章最後被柳田從背后偷襲而死。
鏡齋
百物語組七名幹部之一，稱號為手，山本五郎的手，外號「狂畫師」。人型姿態為留著黑短髮，頭部後方綁著武士髮髻，肌膚黝黑的男子，能將筆下繪畫的任何事物，變成真實的存在，而且在畏還沒有被切斷的情況下，畫作就不會消失。曾經在「-村」事件後，用畫筆繪出夏實的模樣，藉此製造出「電車少女」的怪談來收集「畏」。後來因為陸雄與黑田坊介入調查，才在地下鐵的通道內發現並成功營救夏實。
於百物語組事件中脅持多名人類女性，用畫筆將她們變成妖怪襲擊其他人類，之後被陸雄砍掉右手，但之後用自己的能力使其復原，甚至還將夏實化成傳說中為父親報仇而捨棄美貌的公主滝夜叉姫來對抗陸雄，當陸雄破除夏實身上的妖術後，轉而利用九相圖限制並侵蝕陸雄的畏。最後因沉醉於陸雄被九相圖侵蝕的姿態與畏的氣魄，被陸雄持刀殺死。名字取自于江户浮世绘画师葛饰北斋和镜妖。
雷電
百物語組七名幹部之一，稱號為骨，山本五郎的骨，外號「檄鐵」。人型姿態是留著黑色尖刺短髮，體態魁梧，手持巨槌，身穿黑色開襟長背心和半長褲，雙手配戴護腕的男子。性情豪邁且愛出風頭，腦袋有些不靈光，但由於全身上下都是骨頭形成的，因此有著連陸雄的妖刀都無法輕易砍破的強健身軀，以及只憑手指就能捏下一大片牆壁碎片甚至砸死人的驚人怪力。於現世百物語事件對抗陸雄和冰麗，最後被發動「畏」的陸雄持刀劈開身軀致死。名字取自于日本相扑力士雷电为右卫门。
龍之腕
將骨頭凝聚在自己的手臂上，手臂會變成多節狀的姿態，且具備強大的破壞力。
雙龍之牙
將骨頭凝聚在自己的腳上，腳部會變成多節狀的姿態竄出地面攻擊對手，配合龍之腕使用。
戲子珠三郎
百物語組七名幹部之一，稱號為臉皮，山本五郎的臉皮，人型姿態是穿著飄逸和服，蓄淺色長髮，容貌清秀如女性的男子。在自己的「畏」領域時，則是歌舞伎裝扮的男子。可以用自身創出的臉皮變裝成任何東西，進而徹底化作變裝的對象，藉機偷襲敵人。另外，臉皮也可以貼在其他東西上。一旦進入自己的「畏」的領域，就能發揮相當程度的實力。
於現世百物語事件殺害奴良組元幹部彭侯，重傷毛娼妓。在奴良組本家偽裝成毛娼妓試圖襲擊若菜的時候被首無識破，轉而和首無展開激烈決戰。卻因為若菜忽然持槍在舞台（畏的領域）攻擊他而亂了陣腳，被首無用繩子絞傷，更被其他到場的奴良組成員綑綁在柱子上，最終被短暫復甦後的山本吞回體內。
三之目八面
百物語組七名幹部之一，稱號為腦，為三百年前失去軀體的山本留下的那個嬰兒，在奴良組偽裝成三目八面。雖然是百物語組七名幹部之一，與另外六人平起平坐，但基本上百物語組是以他為中心行動。最後在毫無預警的情況下，在藏身處被圓潮殺害。

### 其他
鏖地藏
參照#京都妖怪。
惡食之野風
山本五郎的十二指腸，原型是個長著多張嘴的醜陋妖怪。人型姿態則是戴眼鏡，梳著大束髮簪的高大女性，手部可變成極長的長嘴觸手攻擊並啃食目標。在件的預言被傳開後，現身襲擊陸雄與冰麗未果，轉而在街上襲擊可奈，最終被妖化狀態的陸雄持刀劈開身軀致死。
夜雀
參照#四國八十八鬼夜行。
切裂魔
怪談妖怪。頭部綁著繃帶並手持大剪的殘忍妖怪，最喜歡見到人類恐懼無助的表情，被他攻擊的受害者多為女性。每當有人類在逢魔之時聽見「小道」的歌聲時，就會落入他的「畏」領域，並且被他用大剪奪去臉孔，無法返回人間。
多年前陸雄的理科老師麻奈差點成為他手下的犧牲者之一，但因為麻奈當時過於害怕而緊摀耳朵並緊閉雙眼，才逃過一劫。最後被陸雄與猩影用「鬼纏 濃紅大申爪」聯手殺害，被他奪去臉孔的受害者得以解脫，留下的領地也被猩影收為己有。
「- 村」的婆婆
怪談妖怪。原本是廢棄屋裡遭殺害的人類遺骨，但因為口耳相傳的渲染成為怪談「食人之村」，進而從怪談具現化為妖怪。當竜二與由羅奉命調查此處時，它以老婆婆的模樣現身，讓由羅寄宿籬下，但實際上是為了將由羅殺害滅口。後來竜二及時識破它的偽裝，用式神狂言牽制它的行動，最後它被由羅用「式神融合 金剛神將武曲」徹底消滅。
件
怪談妖怪。人首牛身的妖怪，在出生沒多久便會留下準確度高達100%的預言，並在透露預言後隨即死去。在夏實被黑田坊救回來沒多久，留下了「必須將叫做奴良陸雄的半妖除去，否則日本會陷入混亂」的預言。
亡者蜈蚣
怪談妖怪。過去在江戶時代由山本五郎創造，由多隻蜈蚣組成的妖怪，在企圖襲擊清衛門與山吹乙女的時候，被奴良鯉伴一刀斃命。
大櫓威之怪
怪談妖怪。過去在江戶時代由山本五郎創造，手臂長著濃密體毛的獨眼巨怪，在山本五郎的百物語聚會上受命令攻擊鯉伴，反遭鯉伴一刀劈開頭部致死。

## 其他妖怪
雲外鏡（聲優：日本：岩田光央；台灣：丘台名）
通稱「紫鏡」，是「照亮惡魔之鏡」，會在吉日時吃掉成熟的孩子的妖怪，都市傳說看到那面鏡子的人會在20歲生日那年死去，但事實是13歲（13歲為妖怪成年）。在可奈六歲那年，由於可奈經過公園時見到它，因而被它纏上。紫鏡最後被妖化的陸雄所殺。
五十目五十口
番外篇登場，百目鬼和食頭鬼交媾所生的妖怪，曾經對還是嬰兒時期的奴良鯉伴動手，後來被奴良滑瓢擊敗。
酒吞童子
曾率領鬼群大鬧京都的鬼頭領，茨木童子的義父。某次因緣際會認識了茨木童子，因為相當中意他，將他收為義子。是第一個願意接受茨木童子的對象。後來被鵺殺害，遺體碎片被移植在茨木童子的左臉上，但仍然保有自我意識。
瀨戶大將
由諸多付喪神組成的集結體，操控祂的妖怪，是個出自因疾病沒落的名家雕像付喪神。於錦鯉地區的骨董市場現身襲擊人類，最後瀨戶大將和操控者被冰麗與荒川一家聯手擊敗。
文車妖妃
巡遊全國編織妖怪歷史的妖怪，人形姿態是個披戴斗篷與短和服，穿著燈籠褲與條紋長襪，攜帶多張書卷與一隻大毛筆的眼鏡娘。只聽到少數情報，就能確切掌握該對象數據，並具現化為圖文。赤河童在遠野甜品店搬出來多達4萬冊的「遠野武真傳口授之書」正是由她記載而成。受陸雄委託，說明其中一頁繪有安倍晴明圖像的口授之書。御門院一族和晴明一族被擊潰後，偕同其餘遠野妖怪參加慶祝陸雄康復暨擊潰安倍晴明的慶功宴。
黑色當鋪
單行本第25集附錄番外登場。半妖商人，透過兜售妖怪和加持黑暗法術的商品，令受害者身陷不幸和謀取暴利，後來被龍二識破並予以清算。
管狐
番外篇登場。龍二於中學時期偶然邂逅的管狐，因為對龍二念念不忘，執著變成人類和龍二親近的心態，接連襲擊人類女性並變成人型找上龍二，但被龍二發現其襲擊人類女性的犯行並被後者消滅。

### 瀨戶惡鬼組
位於中國地區，旗下有3000名成員的百鬼組。
方相氏
留著凌亂長髮，有四隻眼睛，額頭長著獨角且身穿僧服的妖怪。受奴良組邀約，前來奴良組本部招開會議，對陸雄警告眾妖怪「清淨」的言論感到不以為然。

### 天下布武組
位於岐滬，旗下有700名成員的百鬼組。
川童
長著獨眼，有著爬蟲類手部特徵的妖怪。

### 酒吞愚連隊
總部位於山口外，旗下有500名成員的百鬼組。
瀨祭
酒吞愚連隊的少主。留著短髮，下顎蓄有鬍渣，雙臂有紋身，頭上綁著繩子，穿著繩束背心與短衣褲，綁著兩條衣巾，抱著寫有自己名字酒甕的男子。性情悠閒且喜愛品酒，在奴良組招開會議時，便認為陸雄是個很了不起的妖怪，因而自願協助奴良組。
前往九州阻止御門院一族的「清淨」行動，並擊敗御門院有弘。御門院一族和晴明一族落敗後，瀨祭收到奴良組寄來的慶祝陸雄康復暨擊潰晴明的慶功宴邀請函，赴約參加奴良組的慶功宴，並期許自己提升實力，以備將來能夠和陸雄切磋武藝。

### 東海道五十三鬼夜行
旗下有1500名成員的百鬼族。
百目
東海道五十三鬼夜行的領導人，長著許多眼睛的妖怪，可以將自己眼睛分散各處，讓其他人看到他見到的影像。在奴良組前往九州之際，利用自己的身上的眼球，將情報提供奴良組以作為回饋。

## 花開院家
世代相傳的陰陽師家族，初代為在野阴阳师芦屋道满，從第十三代以後，身為家主的人，就要從分家挑選優秀的人才做為養子進入本家，由最有才能的人才能繼任當本家，擅長使用式神作戰。初代蘆屋道滿四百年前甚至是皇族的御用陰陽師，從古至今守護著京都。目前為止最為出名的陰陽師，正是四百年前第十三代的花開院秀元，其後至現代，花開院一族有意願將當家一職交付給花開院由羅。
四百年前，花開院秀元（第13代）與滑瓢在京都聯手擊敗羽衣狐，然而羽衣狐瀕死之際，對秀元與滑瓢施下詛咒其效力為「子子孫都將受到羽衣狐的詛咒束縛」。滑瓢是無法與妖怪生育後代，花開院家則是本家的長男會早夭，所以花開院本家將會從各分家裡過繼有才能的人到本家當養子，繼承花開院一族，不讓血脈斷絕。花開院底下的各分家支流，亦發展了不同類型的陰陽術。
另外，當年擊敗羽衣狐後，滑瓢被秀元邀請至花開院家與他飲酒暢談，結果滑瓢底下的妖怪也在花開院家大肆飲酒狂歡。對花開院家的其他人而言（特別是花開院是光），這是種騙吃騙喝的行徑。因此花開院的族人記載此事時，還特別定下了「絕對不能讓滑瓢到家裡來吃飯」的家規。

### 過去的陰陽師
花開院秀元（第13代）（聲優：日本：綠川光；台灣：黃天佑）
身高：179cm，體重：72kg，生日：6/10
花開院一族的第13代當家，是個有名的陰陽師，同時也是退魔刀彌彌切丸的製造者。個性幽默愛開玩笑，但其使用式神的方法卻很隨便。
跟滑瓢的關係比較像認識已久的友人，開玩笑時會稱滑瓢為「小奴良」，有時還會互相損對方。認識冰麗的母親雪麗。本身並不反對妖怪和人類共存，只認為那會很辛苦，而滑瓢則是以「只要自己所向無敵就可以」作為回應。
四百年前與年輕時的滑瓢重創羽衣狐，並發覺滑瓢受創「減壽」的秘密，事後秀元還請滑瓢和其下所有妖怪去花開院總部喝酒（也造就了是光定下「絕對不能讓滑瓢到家裡來吃飯」的規定），並且在滑瓢談到花開院家賜與瓔姬的退魔刀彌彌切丸後，轉而將此刀轉讓到滑瓢手上。
在現世京都戰由羅使出式神－破軍時被召喚出來，協助由羅作戰。現世京都戰役中，與由羅將遭受羽衣狐解除的封印分別歸位，並指引陸雄前往羽衣狐的待產地－鵺池作戰。事後與陸雄委託花開院秋房打造全新的妖刀，以對抗日後將從地獄捲土重來的安倍晴明。
於恐山篇透過「市子」百石的通靈術，告知陸雄等人關於安倍晴明的情報。
式神「破軍」
花開院最強陰陽術秘技，召喚花開院歷代傑出陰陽師先祖之魂進行攻擊，相傳具有足夠才能使出此式神者就能成為當家。目前為止，已知能使出此招的花開院一族成員，只有花開院秀元以及花開院由羅，秀元曾言：如果要打倒羽衣狐，就需要式神「破軍」與妖刀「彌彌切丸」。
花開院是光（聲優：日本：保村真；台灣：梁興昌）
身高：183cm，體重：75kg，生日：1/18
花開院一族，第13代花開院秀元之兄。身為花開院直系並且修行28年，卻始終不及秀元的實力，為此耿耿於懷。四百年前羽衣狐被擊敗後，負責撰寫花開院家的史實紀錄，對於奴良組底下的妖怪在花開院家白吃白喝的行徑感到火大，因此規定後代「絕對不能讓滑瓢到家裡來吃飯」。

### 現代的陰陽師

#### 本家
花開院由羅（聲優：日本：前田愛；台灣：雷碧文）
身高：143cm，體重：34kg，生日：5/19
本作女主角之一，花開院本家陰陽師，陰陽師家族的末裔，第28代當家繼承人，離開關東來到京都的浮世繪町修行，轉學後與陸雄同班就讀中學，目標百鬼夜行之主。平時有些天然呆，由於來到浮世繪町後便過著獨居生活，因此對於金錢與折扣的事情很在意（曾因為將式神放在錢包，結果使用式神同時，將紙鈔與折價券連帶拋出來），一旦有人給予食物就會很高興。
其式神貪狼、祿存、巨門、武曲、廉貞、破軍名字皆取自構成北斗七星的星星中國名。精神力非常強大，目前可以一次操控三隻式神至天明，就連花開院家族也將她喻為「難得一見的奇才」。
牛鬼事件後，開始鍛鍊清十字怪奇偵探團學習陰陽師的特有招式「禹步」防範妖怪襲擊，卻也使得怪奇偵探團的女成員叫苦連天。
她是陸雄的人類朋友中，第一個知道陸雄為妖怪兼奴良組小頭領的人，甚至挺身保護被哥哥竜二追殺時的陸雄，對於屢次被妖怪拯救一事很在意，在得知陸雄為數次拯救自己的妖怪後便欣然認同並接受他的存在。但也因此在得知及川冰麗真實身份後經常和她鬥嘴。
對於陸雄帶有情愫，曾使陸雄對她出現傲嬌反應。為了守護京都的慶長封印（螺旋封印），安置偵探團員在本家避難後，在封印現場與妖怪搏鬥。與先祖第十三代花開院秀元將遭受羽衣狐解除的封印分別歸位。及後便和其他花開院族人持續協助陸雄等人對抗其他妖怪的勢力。
劇情尾聲，由羅正式成為花開院家第28代目的當家，似乎喜歡妖怪化的陸雄與他有曖昧。

花開院龍二（聲優：日本：小西克幸；台灣：梁興昌）
身高：167cm，體重：58kg，生日：10/24
花開院本家陰陽師，由羅之兄。高中生，有時會對由羅做出惡作劇，使用水系式神並且擅長騙術。
曾讓由羅與陸雄陷入苦戰，事後亦轉告老爺的吩咐給陸雄，對於陸雄處於妖怪與人類間「灰色地帶的存在」表示不認同，但卻也表示對他的人類血統尊敬。
在京都的羽衣狐封印進行守衛戰時，戰勝受到妖怪控制的花開院 秋房使他清醒。與魔魅琉先後聯手對付鬼童丸與羽衣狐。於清淨篇協助奴良組對抗御門院一族。
也在該作作者的另一個作品《梳紮頭髮的神緒結衣》中客串登場。

花開院魔魅琉（聲優：日本：野島健兒；台灣：丘台名）
身高：192cm，體重：82kg，生日：9/14
花開院陰陽師，以養子之名進入本家。蓄著波浪型橘褐色短髮，金色雙眼，沉默寡言，使用雷系式神。經常與花開院竜二一起行動，照竜二的命令行事，但有時候沒有竜二的命令也會進行攻勢
小時候個性開朗，常與花開院由羅一起遊玩，但據龍二闡述，魔魅琉為守護京都犯下禁忌，將雷獸封印於自己的體內，導致他現在的性格和童年時期他簡直判若兩人，像機器人一樣沒有感情。當由羅在浮世繪町再時見到他時更認不出他，把妖怪看作惡。現世京都戰役中，與竜二先後聯手對付鬼童丸與羽衣狐。後來在百物語篇和清淨篇做為支援角色協助作戰。

花開院秀元（第27代）（聲優：日本：秋元羊介；台灣：丘台名）
第27代目，由羅的祖父。京都戰役中負責守護花開院本家，被螻蛄眾擊敗，辭世之前將花開院家的希望託付給由羅。

#### 分家
花開院秋房（聲優：日本：森久保祥太郎；台灣：丘台名）
身高：172cm，體重：65kg，生日：9/11
花開院分家-八十流的陰陽師，蓄著過肩長髮，面容清秀，性情溫文友善。相當有才能，擅長製作妖刀，是製作妖刀的天才，三歲就製出第一把妖刀。使用妖刀八十流妖槍‧騎億。不滿自己未獲選當家，又無法超越由羅的能力，因而接觸禁術八十流憑鬼術。
掌管第一封印「貳條城」的守護者。後來被鏖地藏短暫附身控制，直到竜二打敗妖怪後才使他清醒過來，並且負責守護花開院本家。事後接受十三代秀元與陸雄的委託，為陸雄打造全新的妖刀。
於恐山篇在陸雄等人的護衛下，順利重鑄彌彌切丸，但曾因為思考缺少什麼因素而無法令彌彌切丸完成時，後來握在陸雄手中便完成。
憑鬼槍
藉由「憑鬼術」，將式神憑依在妖槍八十流妖槍‧騎億的槍身上，與施術者的身軀部分結合，藉此對敵人發動攻擊。
花開院破戶（聲優：日本：真田麻美；台灣：雷碧文）
花開院分家-愛華流的陰陽師，創造式神使。穿著連帽斗篷，身材矮小的少年，非常在意如何維持素顏和研究空中飄浮。
掌管第二封印「相國寺」的守護者。在京都戰役和清淨篇擔任支援角色協助花開院家作戰。
式神‧強毛裸丸（聲優：日本：宮下栄治）
式神‧五毛丸
花開院雅次（聲優：日本：野島裕史；台灣：黃天佑）
身高：174cm，體重：67kg，生日：2/10
花開院分家-福壽流的陰陽師，擅長結界術。由羅的義兄，對待由羅相當慷慨。留著天然捲黑短髮，配戴眼鏡的青年，對自己的天然捲頭髮十分介意。
掌管第三封印「鹿金寺」的守護者。在京都戰役和清淨篇擔任支援角色協助花開院家作戰。
福壽流結界術‧京中京外全方位金屏風
花開院布
花開院分家陰陽師，掌管第四封印「西方願寺」的守護者，後來遭京都妖怪殺害。
花開院灰吾（聲優：日本：稻田徹；台灣：黃天佑）
花開院分家井戶呂流的陰陽師，43歲，綽號「教頭」，為坐上當家的位置而長年進行研究工作。掌管第五封印「清永寺」，後來使用特殊藥劑「即神劑」，強化自身的肌力，對抗京都妖怪，但遭羽衣狐一擊斃命。
花開院豪羅（聲優：日本：大羽武士；台灣：丘台名）
花開院分家陰陽師，掌管第六封印「龍炎寺」的守護者，後來遭狂骨的女兒殺害。
花開院是人
花開院分家陰陽師，掌管第七封印「柱離宮」的守護者，遭京都妖怪殺害。
花開院秀爾
花開院分家陰陽師，掌管第八封印「伏目稻荷神社」的守護者，遭京都妖怪殺害。

## 清十字怪奇偵探團
漫畫第四話開始，由清繼組成的妖怪研究組織，不定期舉辦集訓和出外訪查。偵探團本身的專屬網站是「妖怪腦」，負責蒐集和研究有關妖怪的情報，有時候也會承接委託，處理有關妖怪的事件。偵探團的通訊器外觀是個巫毒娃娃，根據清繼的說法，通訊器外包覆著名牌質料。
目前包括指導老師在內的成員有九人，但陸雄和雪女是為了隱瞞自身與妖怪相關聯的身份，才半自願的加入偵探團。除了化原老師是後來加入，花開院由羅從京都轉校至浮世繪町以外，其他人與陸雄自小學就互相認識，當中還有成員是四年前校車埋覆事件的當事人。
家長可奈（聲優：日本：平野綾；台灣：楊凱凱）
身高：152cm，體重：39kg，生日：6/23
本作女主角之一，陸雄的青梅竹馬，是個美少女，時常有人向她告白，但是陸雄看在眼底總會有點不安心。
討厭可怕的東西，但似乎很喜歡妖化後的陸雄。在某次搭上幼稚園校車時，被元興寺所襲擊，陸雄為了救可奈而首次覺醒，從此結下不解之緣，總是和陸雄同班。與由羅是偵探團當中，見到妖化陸雄次數最頻繁的人類，不過那時還不知道，自己所遇到的妖怪少年即是陸雄。
六歲那年，可奈經過公園時與幾位少年見到古怪的鏡子，因而遭紫鏡纏上，此後在夢中屢次遭到紫鏡糾纏。13歲生日當天，在妖化陸雄消滅掉紫鏡後，要求讓她瞭解更多關於妖化陸雄的事情。於是在妖化陸雄帶可奈到化貓組，受到化貓組眾妖怪的款待（當時陸雄特別叮嚀，不可在妖怪面前說自己是人類），和妖化陸雄共度一夜，很在意陸雄與冰麗之間的關係甚至有些忌妒。
京都篇結束後，於百物語「件」的預言事件中遭到山本的十二指腸野風的襲擊，隨後親眼目擊陸雄為了救她而在自己的面前變身，因此發現了陸雄的真實身分。是陸雄身邊的人類朋友當中，第二個得知陸雄為妖怪兼奴良組大頭領的人。
百物語事件結束後，冰麗雖然感到些許不甘心，但也意識到，可奈將會是陸雄以人類身分生存下去時的必要支柱，並暗地祈求可奈繼續陪伴並支持陸雄。御門院一族和晴明一族被擊潰後，偕同清十字怪奇偵探團成員參加慶祝陸雄康復暨擊潰安倍晴明的慶功宴，似乎喜歡妖怪化的陸雄與他有曖昧。
清繼（聲優：日本：谷山紀章；台灣：梁興昌）
身高：170cm，體重：57kg，生日：1/30
家中是暴發戶，祖父是大學教授。原本不相信妖怪，四年前被妖化後的陸雄救後成了妖怪迷，而組成清十字怪奇偵探團。喜好玩妖怪撲克做為訓練，同時亦擅長使用網路資訊。
後來在學生會長競選會安排競選演說，由於奴良組以及犬神引發的騷動，使他誤打誤撞當上學生會長。對妖化的陸雄相當崇拜，但當時還不知道陸雄就是妖怪首領。自喻為「妖怪獵人」，有架設個人網站「妖怪腦」，負責蒐集情報和接收委託，但是目前接到的委託都是陸雄暗地協助解決的。
京都篇結束後，於百物語「件」的預言事件中可奈遭到山本的十二指腸野風的襲擊，陸雄為救她而在她的面前變身，其過程被放上網因此發現陸雄的真實身分，第三個得知陸雄為妖怪兼奴良組大頭領的人類。之後為證明陸雄的清白，在青田坊的協助下，前往奴良組與百物語組交戰的現場，利用攝影機拍攝陸雄和奴良組對抗百物語組的經過。
御門院一族和晴明一族被擊潰後，偕同清十字怪奇偵探團成員參加慶祝陸雄康復暨擊潰安倍晴明的慶功宴。於漫畫單行本第25集附錄番外篇開發能偵測妖怪蹤跡的智慧手機程式。
島二郎（聲優：日本：柿原徹也；台灣：黃天佑）
身高：137cm，體重：43kg，生日：12/2
清十字怪奇偵探團的一員，學習成績不佳，但是擁有過人足球技術的金色短髮少年。為U-14足球隊的射門球員。四年前與可奈和清繼是校車埋覆事件的當事者之一。對於及川冰麗頗有好感。
卷紗織（聲優：日本：阿澄佳奈；台灣：雷碧文）
身高：160cm，體重：47kg，生日：7/28
清十字怪奇偵探團的一員，不怎麼相信清繼的妖怪論，有拜金主義傾向的金色長髮少女，有一位兄長。
曾因為在電車上目賭黑田坊意外抱住夏實身體，當場把他教訓了一頓。是第五個得知陸雄為奴良組大頭領的人類。
鳥居夏實（聲優：日本：平田真菜；台灣：錢欣郁）
身高：155cm，體重：42kg，生日：1/4
清十字怪奇偵探團的一員，綁束成馬尾狀的黑色中長髮的少女。
曾在電車上被黑田坊意外抱住身體，事後替被眾人誤會的黑田坊說話並原諒他。曾被袖挽大爺詛咒，後來千羽大人收到了夏實奶奶的願望，替她消除了詛咒。曾兩次被鏡齋編入百物語，但分別被黑田坊和陸雄救出。是第四個得知陸雄為奴良組大頭領的人類。
奴良陸雄
清十字怪奇探偵團名譽會員。參照「奴良家」。
及川冰麗
參照「奴良組本家」。
倉田
參照「奴良組本家」。
花開院由羅
參照「花開院家」。

## 御門院家
安倍晴明的後代子孫，由於受到安倍晴明的法術影響、存活了近250年的古老陰陽師家族。歷代當家穿黑衣時自稱姓御門院；身著白衣時則使用安倍當作姓氏。另外御門院一族的法陣不同於一般陰陽師，而是多角星的模樣。

### 歷代當家

#### 白衣・安倍姓
安倍晴明（聲優：日本：小山力也、竹內順子（胎兒）；台灣：梁興昌（ep.16）→丘台名（ep.20-24）、雷碧文（胎兒））
第一代當家（????～????）
由羽衣狐所生的妖怪「鵺」，千年前生為安倍晴明時曾與土蜘蛛展開激烈交戰。
由於千年前的一場術式競賽，讓他察覺到返魂之術的缺陷，繼而為了追求長生不死求助羽衣狐，希望藉著重返羽衣狐的胎內達成至極的返魂之術。但在得知賴道城主指派手下殺害羽衣狐之後，一怒之下殺了賴道城主，因而變成了妖怪鵺，開始認為世界應該由「黑暗統御光明」，立願成為黑暗之主。
由於羽衣狐多次在戰亂時代降生，卻也多次被奴良鯉伴斬殺。為此晴明再次投生到羽衣狐的胎內前，在地獄裡刻意指示山本五郎左衛門挑選奴良鯉伴的前妻山吹乙女，成為羽衣狐的附身的依代，藉此達成令母親再度降生和除掉鯉伴報仇的目標。
現世京都戰役中，轉生至羽衣狐的胎內並且被順利產下。此時的晴明，是個全身深色的巨嬰，後來自行突破巨嬰的外殼，順利完成了返魂之術，變成留著波浪型過腰長髮的男子，卻因此犧牲了羽衣狐，此舉同時令陸雄對他感到相當不齒。由於身體無法適應現世的關係，晴明的身軀從手部開始腐敗，最後帶領多數的京都妖怪走入地獄之門。
後來在清淨篇再次和羽衣狐重逢，闡述著自羽衣狐身故後所得到的領悟，決意將世間妖怪從世間徹底消滅殆盡，此舉亦觸怒了羽衣狐，令母子之間僅有的親情徹底決裂，轉而和京都妖怪及隨後趕到的奴良組展開決戰，但最終仍不敵陸雄的攻勢，遭後者擊潰而亡。
返魂之術
晴明的特有法術，將死去對象的魂魄招回人世間使其重生。初期此招只能短暫的復活亡者，後來不僅能讓施術對象從死去的世界返回人間（但肉身會變成小孩子），甚至還能讓自身重新轉生到母體的胎內，以達到重生目的。被施展此招的對象，肉身甚至會變成不老不死的狀態。
泰山府君祭
晴明在研究返魂之術的中途一同再研究的術式。可讓人延長壽命。
天文操作
永劫輪迴
安倍吉平
第二代當家（????～????）
安倍晴明之子，和陸雄同為擁有四分之一妖怪混血的人類。擅長操控天候，尤其擅長引雷，實力極強，妖怪化後有著跟安倍晴明相似的外表以及羽衣狐的尾巴。一心以父親安倍晴明的「清淨」意願（清掃人類、創建只有妖怪的世界）行動，對自己的半妖之體一直憎恨有加並且一度迷茫。
鎮守螺旋城倒數第二層，最終敗於陸雄，對陸雄的話有所感悟，後讓開通往螺旋城最後一層的通路，並請陸雄將陸雄誓死守護人與妖的心願堅持到最後並轉告給安倍晴明。
天候制御
安倍雄呂血
第三代當家（1185～1333，任職148年）
披著帶角斗篷，蓄長髮，流露妖異氣質的女性，自稱是世界上最偉大的式神使, 可以同時操縱多個強大式神。由於受到晴明的法術影响而延壽，由在位自1185年起，距今已活了近千年。水蛭子對她表現出相當尊敬，可見她在歷代當家中是個受敬重的大長輩。
似乎是御門院家歷代當家「清淨」會議的召集者，對全日本妨礙晴明轉生的妖怪勢力進行「清淨」的任務分配工作。雖然她自己没有直接參與行動，但放出了自己的式神「雄呂血」去協助各當家的行動。
其後至少七個「雄呂血」被奴良滑瓢及奴良組斬殺，於是再放出式神「太古大魚惡樓」作出攻擊，但被奴良滑瓢一擊斬殺式神而敗。名字取自于须佐之男使用十拳剑斩杀的八岐大蛇。
雄呂血
八條巨蟒形的式神，有着可覆蓋天空的巨大身形和強大破壞力。名字取自于八岐大蛇。
太古大魚惡樓
由雄呂血的怨恨在其自身產生並由口中吐出來的傳說中的怪魚，疑似會吞噬雄呂血身體和力量令其重傷。名字取自于日本妖怪之一的大鱼恶楼。
安倍有行
第四代當家（1334～1392，任職58年）
身穿道服，頭上的鳥帽不管怎麼調整，都會歪一邊，綁著兩束髮辮的男孩。個性相當迷糊且大而化之，也因此被水蛭子吐嘈是否真的比他還要年長500歲。
夜雀真正的主人，本身喜歡聽圓潮說書，因此把夜雀借給圓潮，對於圓潮後來把夜雀借給四國八十八鬼夜行的事情並不知情。介入了奴良陸雄與山本五郎左衛門的最終決戰，以壓倒性的實力瞬間壓制了花開院龍二與陸雄一行人，救下並帶走圓潮。
最終被玉章與獺祭擊敗而身亡，臨死前，總算理解自己的兒子泰長說話的含意。

#### 黑衣・御門院姓
御門院泰長
第五代當家（1393～1476，任職83年）
有行之子。同時也是御門院姓氏的開創者。正是人和妖的樂園——半妖之里的創造者。雖然是安倍晴明的子孫，卻對於以晴明的願望作為家族存在方針抱有質疑，想將執著於晴明願望的整個安倍家族導回到原先的職務-守護人民的陰陽寮之中。同時也試圖打破晴明所留下的執著及解除晴明的詛咒才將安倍改為御門院。不過反對勢力太大，因此最終只能失望地離開御門院家，隱居在自己所創造的半妖之里中。行蹤不明，未知有沒有受到晴明的法術影響而延壽或者是否已經去世。
曾對有行說過如果晴明消失，御門院家就失去意義。從故事結局可見，泰長的質疑已經得到證實及應驗。是安倍一族中唯一的異端和改革者，由他開創的御門院姓氏，一直被後世的當家保留，由此可見即使安倍一族不認同泰長的想法及方針，亦無法抺殺他對家族的貢獻。
雖然在本篇故事中完全沒有出場，但泰長仍然是對安倍一族有深遠影響的關鍵人物。
御門院心結心結
第六代當家（1477～1568，任職91年）
穿著歌德蘿莉塔風衣裝，身上有小熊綴飾，面帶笑容的捲髮女性。在單行本第25集附錄問答篇表示自西洋文化傳進日本後，便喜歡歌德蘿莉塔風格的衣裝。以各種熊布偶使著類似操偶術或言靈的術法，並以此術毀了岡山縣的絡新婦組。其實力要在長親和有弘之上，有著在黑裝歷任當主中位居上位的實力。
心結心結對第二代當家說「長親和有弘您就請放棄了吧。」「他們和消減過暗夜尚濃的應仁之亂和戰國之世時的那麼多的猛者的我和天海是不一樣的。」第二代當家反問心結心結是否將子孫當做替死人偶，才得以得知不少事情。重傷的絡新婦告訴首無「女陰陽師將大家都變得像傀儡一樣，像被提線操縱一樣自相殘殺。」由此可以推斷出心結心結的能力是傀儡術，曾用類似的術操控長親的屍體偷襲玉章。
最終在和奴良組及其餘百鬼夜行聯軍決戰中，讓大部份的奴良組自相殘殺完全壓制，佔據上風，最後敗在與首無為首的奴良組的手下。
御門院天海
第七代當家（1569～1643，任職74年）
即是日本歷史有名的南光坊天海。配戴綴有流蘇的斗笠，戴著附有玻璃的頭套的男子，真面目是留著黑色鬍子的醜陋的老人，擅長結界，沒有才能之人，靠著努力不懈的精神當上當家。最後敗在花開院龍二之下。
御門院泰忠
第八代當家（1644～1852，任職83年，任職208年）
有著巨大臉孔，表情嚴肅的男子。最後敗在青田坊與黑田坊之下。
御門院水蛭子
第九代當家（1853～1867，任職14年）
綁著雷鬼頭，個性自大易衝動，和有行不合的激進少年。在單行本第25集附錄問答篇透露其因為將身軀奉獻給五行，所以才會成為當家，但是亦因為身體掌管的五行屬性不同，在生活上（尤其是吃飯和洗澡）有行動不便的困擾。
將身體融入五行之術，四肢分別對應五行而產生變化（左手化為火焰，右手則化作寒冰，身體為木，左腳為土，右腳為金）。在多年前曾經獵殺土蜘蛛的族人，後來在由羅跟隨土蜘蛛造訪故鄉時襲擊對方。而後再與陸雄的「畏」互擊後，因「畏」的崩潰而敗死。名字取自于七福神之一的惠比寿和蛭儿。
焰之左翼
將左手化為火焰攻擊敵人，但由於是肢體變成火焰的狀態，因此被水屬性的招式攻擊時會更加疼痛。
御門院有弘
第十代當家（1868～1926，任職58年）
使用老鷹般的式神，能使用大量的式神。最後敗於瀨祭之下。
御門院長親
第十一代當家（1927～1945，任職18年）
長髮束成馬尾，沒有眉毛的高傲男子，是御門院一族的結界眼使。天生弱視而修練結界眼，任何進入他的結界眼範圍裡的東西，都會被其刀「佛及羅」斬成碎片。
與玉章展開決鬥，因為見到玉章周圍懸浮的紅葉而認定此術為障眼法，嘲笑玉章的同時，還將他身邊的紅葉斬落部分企圖解決對方，反而因此沾到毒葉的碎片，導致全身血液飛濺而敗。

### 其他子孫
御門院泰世
外貌冷酷，瀏海覆蓋左眼的長髮青年，擅長製作妖刀與操作死靈，持有武器是把任何刀具都能破壞的鐮刀「齒狂鐮」（可變化成連綴式刀輪的模樣切割對手）。於恐山篇現身阻饒秋房重鑄彌彌切丸，和陸雄展開激烈決戰但敗給對方。

## 其他人類

### 現代人類
化原（聲優：日本：高木涉；台灣：丘台名）
身兼作家與妖怪研究家的學者。在牛鬼的供奉祠堂外遇見清十字怪奇偵探團成員，曾被馬頭丸短暫控制過。後來開始和清繼一同研究妖怪，算是清十字怪奇偵探團的指導老師。
鳥居雲雀
鳥居夏實之祖母，由於體弱患病而住進醫院的老婆婆，從年輕時就經常至千羽的祠堂膜拜。後來得知夏實的狀況後，向千羽祈願拯救夏實，使得千羽接收願望後，得以發揮祂的神力，解除袖挽大爺的詛咒。
菅沼品子（聲優：日本：平田真菜；台灣：楊凱凱）
委託清十字怪奇偵探團驅妖的少女，住處被邪魅佔據著，請來神社司祭驅邪都無法奏效。事後卻與陸雄一行人發現，司祭與黑幫利用式神將當地居民接連嚇跑，以低價收購土地的惡劣行徑。後來被證實為菅沼定盛的直系後代，真正的邪魅只是遵循生前「守護君主」的意識守護著她。
橫谷麻奈
現年30歲，容貌清純的女性，陸雄學校的理科老師。多年前在崎玉縣川越就讀高中時，和好友綾子在逢魔時刻聽見「小道」的歌謠，而誤入切裂魔的小徑，但由於當時過於恐懼而摀住自己的耳朵並緊閉雙眼，反而因此逃離切裂魔的「畏」領域。
綾子
麻奈年少時的好友，多年前在崎玉縣川越就讀高中時，和麻奈在逢魔時刻聽見「小道」的歌謠，而誤入妖怪的小徑，被切裂魔持剪刀奪去臉孔，從此在人間消聲匿跡。後因為陸雄與猩影聯手擊敗切裂魔才得以解脫，與麻奈再次相會後便消失殆盡。
明日實
綁著馬尾的少女，竜二的同班同學，聽到竜二要調查「從地圖消失的村落」後，與其他不顧勸告的同學跟著竜二來到禁忌的村子。險遭妖怪攻擊之際被竜二所救，因而相信陰陽師是真的存在。
百石
留著黑髮，性情溫和的「市子」（擅長通靈術，能召喚靈體附身的巫女）。於恐山篇陪伴秋房參與彌彌切丸的重鑄過程，並透過通靈術讓秀元附身，轉達關於御門家的情報。

### 過去人類
安倍晴明
鵺千年前投生的人類身份，是位出名的陰陽師。參照#京都妖怪。
淀殿（聲優：日本：根谷美智子；台灣：雷碧文）
本名茶茶，父親是戰國大名淺井長政，母親是織田信長之妹織田市，豐臣秀吉的側室，豐臣秀賴之母。羽衣狐四百年前的憑依肉身。
瓔姬之父（聲優：日本：山本兼平；台灣：黃天佑）
本名不詳，四百年前的人類，陸雄的外曾祖父。個性貪財自私，對於上門求助瓔姬治癒能力的對象，會向他們索取錢財；如果對方是窮人，則會毫不猶豫的將他們擋在門外。後來由於貪圖豐臣家向瓔姬贈與的聘金，而獅子大開口，最後被妖怪鬼一口殺害。
宮子姬
四百年前與瓔姬同樣被送往大阪城進獻給羽衣狐的公主，5歲時都還長不出頭髮，身陷絕望的她選擇投海自盡，受到沉入海中的的金色佛像庇祐，因此長出了光亮柔順的長秀髮，最後被羽衣狐吞下內臟身亡。
貞姬（聲優：日本：平田真菜；台灣：雷碧文）
四百年前與瓔姬同樣被送往大阪城進獻給羽衣狐的公主，具備預言能力，企圖逃跑求救，後來被妖怪抓去給羽衣狐吞下內臟身亡。
惟房（聲優：日本：置鮎龍太郎；台灣：丘台名）
梅若丸（牛鬼）的父親，京城大臣家族一員，於梅若丸五歲時逝世。
花子（聲優：日本：井上喜久子；台灣：雷碧文）
梅若丸（牛鬼）的母親，京城大臣家族一員，被當時的牛鬼襲擊死在腹中。
白菊（聲優：日本：鈴木麻里子；台灣：雷碧文）
江戶時代的吉原花魁。生前與首無相戀，遭仇家萩屋擄走最終服毒自殺。
蘆屋道滿（聲優：日本：高岡瓶瓶；台灣：梁興昌）
千年前的人類術者，花開院一族的祖先。因目睹晴明於墓地偷盜屍體，認定晴明為邪惡之徒。於千年前和安倍晴明在天皇面前舉辦術式競賽時，暗地將之前被晴明挖出來的小男孩屍體放至盛衣箱裡企圖揭發晴明，但因為晴明施展返魂之術令小男孩暫時復活，因而輸了競賽。
賴道（聲優：日本：杉野博臣；台灣：梁興昌）
千年前的人類城主，為了追求長生不老之術，求助於安倍晴明。但後來聽說吃了羽衣狐的膽就能長生不老之事，繼而派遣手下殺害羽衣狐，最後被憤怒的晴明利用法術殺害。
水戶光圀
又名為德川光圀，滑瓢都稱他作「水戶的老頭子」，不過他很不喜歡滑瓢用「老頭子」來稱呼他。在江戶時代曾因故被牽扯到山本五郎舉辦的百物語聚會，後因為滑瓢和鯉伴介入才脫險，是滑瓢的棋友。
柳澤吉保
江戶時期的老中，山本五郎曾經進獻的對象。
沖田總司
新選組成員之一。偶遇鯉伴並和其短暫過招，後來遭貪圖屍體的鬼婆黑塚憑依，再度和鯉伴交手時病發身亡。憑依的黑塚則被逐出體外遭鯉伴消滅。
川西
某家旗本的次男，因為和山吹乙女待在同所私塾教學長達十年，對山吹乙女日久生情，結果因為被偽裝成狗的鴉天狗恐嚇不得對山吹乙女出手，嚇得連忙辭職，從此不敢再追求山吹乙女。